# Timbres de France 2007
Cet article recense les timbres de France émis en 2007 par La Poste.

## Généralités

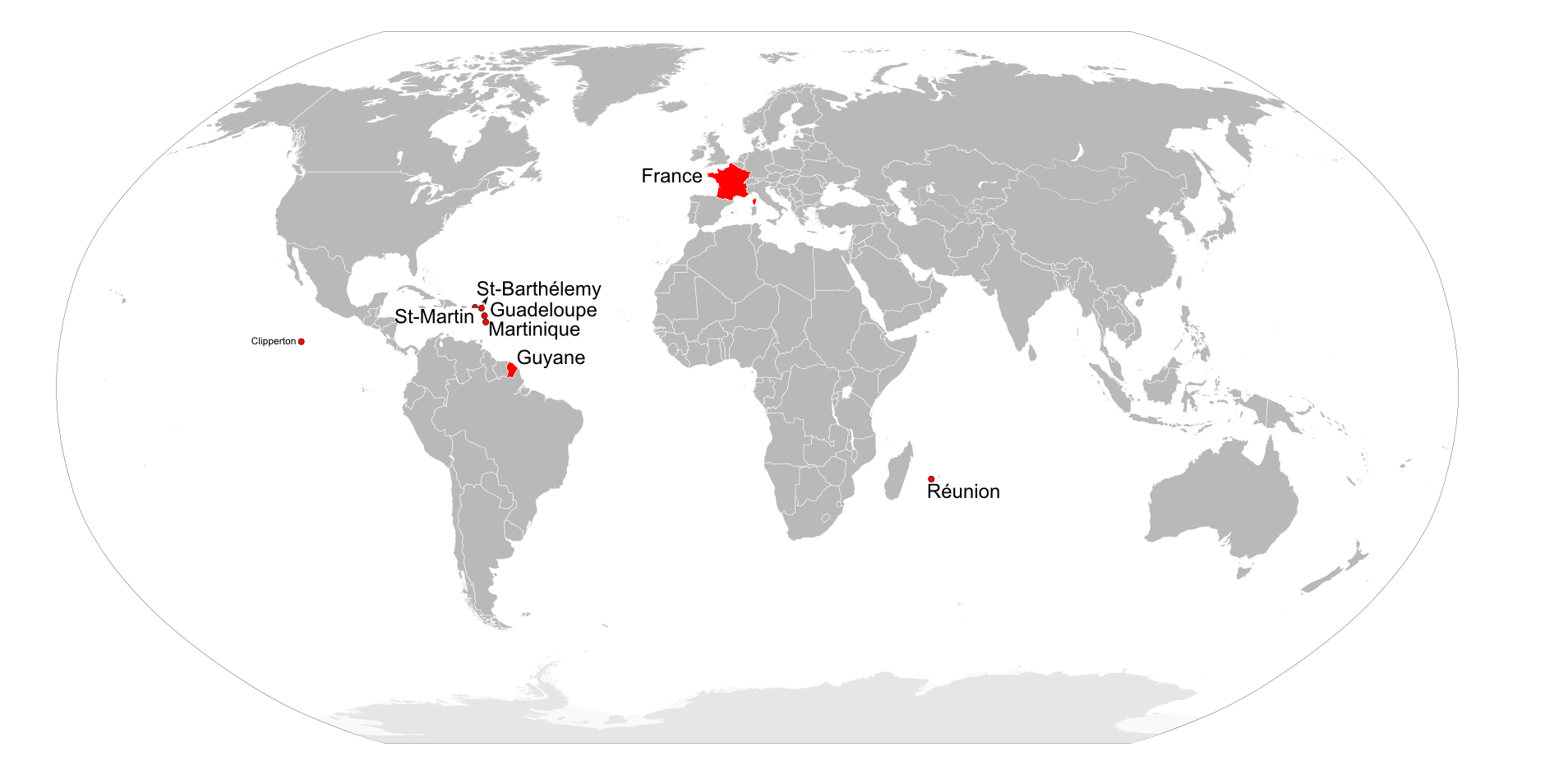
Lieu d'usage des timbres de France en 2007. L'usage à Clipperton est théorique, mais possible par des expéditions militaires et scientifiques.

Les émissions portent la mention « France - La Poste - 2007 » (pays - émetteur - année) et une valeur faciale libellée en euro (€).
Ils sont en usage sur le courrier au départ de la France métropolitaine, de la Corse, des quatre départements-régions d'outre-mer (Guadeloupe, Guyane, Martinique et Réunion), et des deux collectivités d'outre-mer de Saint-Barthélemy et de Saint-Martin (communes de Guadeloupe jusqu'en février 2007).
Le programme philatélique de France pour 2007 a été fixé par des arrêtés du Ministère de l'Économie, des Finances et de l'Emploi :
- arrêté du 2 août 2005 (1re partie du programme 2007),
- complété par l'arrêté du 31 janvier 2006 (2e partie),
- complétés par l'arrêté du 26 juillet 2006 (compléments 2007 et 1re partie du programme 2008),
- complétés par l'arrêté du 19 janvier 2007 (compléments 2007)avec l'ajout des timbres « Traité de Rome 1957-2007 », « Pierre Pflimlin 1907-2000 », « 50e anniversaire de la conquête de l'espace » et d'une émission conjointe avec le Liban (qui n'a finalement pas lieu),
- complétés par l'arrêté du 21 septembre 2007[1],[2] (compléments 2007 et 2008, 1re partie du programme 2009) avec ajout du timbre « Guy Môquet 1924-1941 » et modification du timbre artistique sur l'œuvre de Frida Kahlo par un timbre « La Galerie des Glaces du château de Versailles ».

Ce programme est mis en œuvre par le Phil@poste dont l'imprimeur est Phil@poste Boulazac, près de Périgueux.
Le choix des villes et des lieux des manifestations premier jour est due aux intérêts commerciaux de La Poste et à la participation d'institutions nationales ou locales, mais souvent au volontariat d'associations philatéliques locales.

### Tarifs

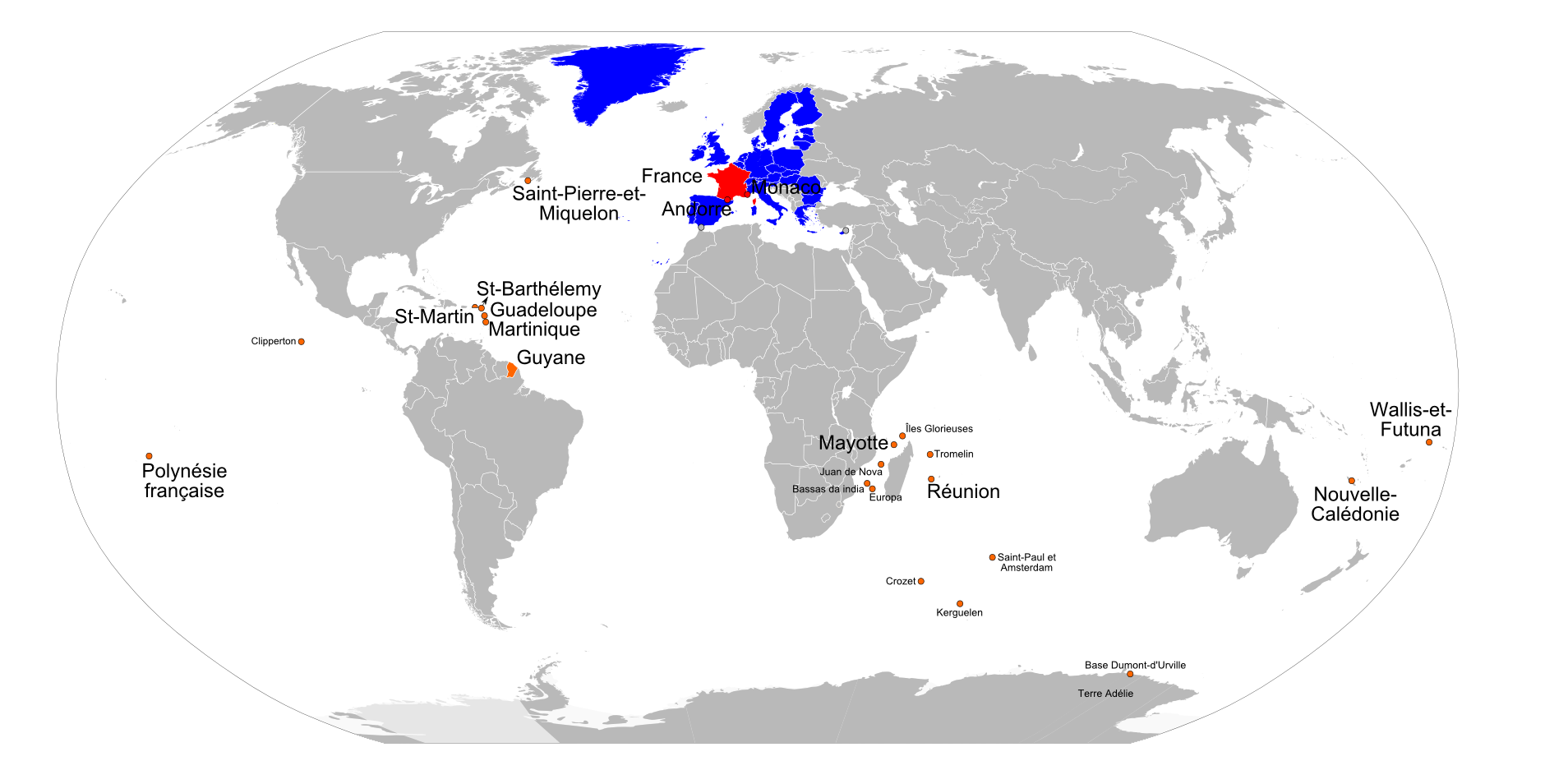
Les zones de tarifs depuis octobre 2006 :
-rouge : régime intérieur ;
-orange : régime intérieur jusqu'à 20 grammes, puis surtaxe aérienne ;
-bleu : zone 1
-gris : zone 2.

Voici les tarifs postaux réalisables avec un des timbres ou blocs émis en 2007. Les tarifs en vigueur sont ceux du 1er octobre 2006 au départ de la France métropolitaine. Les tarifs au départ de l'outre-mer imposent une surtaxe aérienne au-delà de 20 grammes.
Tarif intérieur (plus Andorre et Monaco ; et DOM-TOM selon le poids) :
- « ÉCOPLI 20 g » (0,49 €) : lettre non prioritaire de moins de 20 grammes.
- 0,54 € ou « LETTRE 20 g » : lettre prioritaire de moins de 20 grammes.
- 0,86 € ou « LETTRE 50 g » : lettre prioritaire de 20 à 50 grammes.
- 1,30 € : lettre prioritaire de 50 à 100 grammes.
- 2,11 € : lettre prioritaire de 100 à 250 grammes.
- 5,40 € (blocs et carnets de dix timbres) : lettre recommandée de 250 à 500 grammes au taux d'indemnité R-1.

Tarifs pour l'étranger :
- 0,60 € : lettre prioritaire de moins de 20 grammes vers la zone 1 (Union européenne et Liechtenstein, Saint-Marin, Suisse et Vatican).
- 0,85 € : lettre prioritaire de moins de 20 grammes vers la zone 2 (reste du monde).
- 3 € : lettre économique de 100 à 250 grammes vers la zone 2.

## Légende
Pour chaque timbre, le texte rapporte les informations suivantes :
- date d'émission, valeur faciale et description,
- formes de vente,
- artistes concepteurs et genèse du projet,
- manifestation premier jour,
- date de retrait, tirage et chiffres de vente,

ainsi que les informations utiles pour une émission donnée.

## Janvier

### Saint-Valentin 2007
Le 8 janvier, sont émis deux timbres de Saint-Valentin en forme de cœur. De fond rouge pour le « LETTRE 20 g » (0,54 € au moment de l'émission) et blanc pour le « LETTRE 50 g » (0,86 €), ils sont d'un graphisme identique que l'invitation à le vente premier jour décrit ainsi : « une forêt aux accents Art nouveau, recueillant dans ses branches sombres des cœurs disposés à voyager ». Les deux timbres sont émis en feuille. Le « LETTRE 20 g » se présente également sous la forme d'un bloc de cinq timbres entourés d'un motif noir et rouge de même inspiration.
Ces deux timbres sont dessinés par Hubert de Givenchy, couturier créateur de la maison Givenchy. S'inscrivant dans un carré de 3,8 cm de côté pour faciliter leur conditionnement en feuille, les timbres sont imprimés en héliogravure en feuille de trente exemplaires gommés et en un bloc de cinq « LETTRE 20 g ». Dès le 3 janvier, une feuille de trente timbres autocollants de chacune des deux valeurs est également émise.
La manifestation premier jour a lieu les 6 et 7 janvier à l'hôtel Lutetia, à Paris. Également dessiné par Hubert de Givenchy, le cachet premier jour met en scène le nom de sa maison, en utilisant une écriture gothique pour les mentions circulaires.

### Les Justes de France
Le 19 janvier, était prévue l'émission d'un timbre de 0,54 € en hommage aux Justes parmi les nations de France. Dans la semaine précédente, l'illustration choisie est finalement abandonnée et remplacée alors que le tirage est déjà effectué. Si les mises en vente anticipée sont maintenues le 18 janvier, la mise en vente générale est reportée au 5 février.

### Antiquités
Le 29 janvier, pour la deuxième fois, est émis un carnet de dix timbres autocollants au tarif de la « LETTRE 20g » consacrés à des œuvres d'art. Pour 2007, le carnet présente dix sculptures de l'Antiquité. Deux vues sont proposés pour chacune sur les timbres : en entier sur la gauche de l'illustration, et un détail agrandi coloré dans la couleur dominante du fond du timbre. L'antiquité égyptienne est représentée par quatre timbres reproduisant : le Scribe (IVe dynastie), une statue d'Amenemhat III, pharaon de la XIIe dynastie, un hippopotame en faïence datant de la fin de la Deuxième Période intermédiaire, et de la stèle du harpiste (Troisième Période intermédiaire). Le Sarcophage des Époux découvert sur le site italien de la nécropole de Cerveteri présente l'art funéraire étrusque. Trois sculptures pour l'art grec : un buste du stratège athénien Périclès, la Victoire de Samothrace et le visage d'une statue de la déesse Aphrodite découverte à Naples. Une fresque d'une villa de Pompéi détruite par une éruption du Vésuve en 79 et la représentation debout de la déesse Junon concluent le carnet avec l'antiquité romaine.
Fournies par la Réunion des musées nationaux, les photographies des œuvres sont mises en page par Sylvie Patte et Tanguy Besset sous la forme de timbres de 3,8 × 2,4 cm imprimés en héliogravure en un carnet autocollant.
La manifestation premier jour a lieu les 27 et 28 janvier à l'Espace des Blancs Manteaux, à Paris. Le timbre à date créé par le duo d'illustrateurs joue sur la calligraphie des lettres du mot « Antiquités ».

### Année du cochon
Le 29 janvier, dans le cadre d'une série annuelle entamée en 2005, est émis un bloc de dix timbres portant la mention « LETTRE 20 G », à l'occasion du Nouvel An chinois, le 18 février 2007. Le signe du zodiaque chinois de l'année est le héros de l'illustration ; il s'agit du cochon, représenté souriant.
Le timbre de 3 × 4 cm est dessiné par Li Zhongyao et mis en page par Aurélie Baras. Le bloc de dix est imprimé en héliogravure.
Un souvenir comprenant une carte et un timbre inclus dans un feuillet illustré d'une peinture florale est mis en vente au prix de 3 € pour 0,54 € de faciale.
Dotée d'un cachet premier jour illustré d'un autre cochon souriant vue de face, toujours de Li Zhongyao, la manifestation premier jour a lieu les 27 et 28 janvier à l'Espace des Blancs Manteaux, à Paris.

## Février

### Hommage aux Justes de France
Le 5 février, à l'occasion de l'apposition d'une plaque en hommage aux Justes de France dans la crypte du Panthéon par le président de la République, Jacques Chirac, est mis en vente générale un timbre de 0,54 € en hommage aux Français reconnus Justes parmi les nations par l'État d'Israël. Ces femmes et hommes, parfois la population d'un village dans le cas du Chambon-sur-Lignon, ont sauvé des juifs de la déportation pendant la Seconde Guerre mondiale. Le timbre est une photographie saturée de gris-mauve du Panthéon.
Représentant sur fond vert, un arbre blanc ayant poussé à partir d'une étoile jaune, l'illustration initiale de Yann Gafsou est finalement non émise, environ une semaine avant la date d'émission du 18 janvier et remplacée par le timbre émis le 5 février. Dans un communiqué, La Poste affirme qu'elle « a choisi de s'associer à cet hommage en changeant le visuel du timbre initialement prévu et en le remplaçant par un nouveau visuel correspondant exactement à cet événement », même si, sur ce nouveau timbre, seule l'inscription rappelle qui est honoré par la cérémonie du 18 janvier.
La photographie du monument de Philippe Moulu fournie par l'agence Sunset est mise en page par Tanguy Besset. Le timbre de 4 × 3 cm est imprimé en héliogravure en feuille de quarante-huit exemplaires.
La manifestation premier jour a lieu le 18 janvier. Les bureaux premier jour ouverts se trouvent à la gare du Chambon-sur-Lignon, à la mairie du 5e arrondissement de Paris (en face du Panthéon), et à Thonon-les-Bains où se trouve un mémorial pour les Justes de France. Le timbre à date de Claude Perchat reprend l'expression « Les Justes de France ».

### Valenciennes - Nord
Le 5 février, est émis un timbre de 0,54 € sur la ville de Valenciennes, dans le département du Nord. Sur un fond blanc est dessinée en bleu la fontaine Watteau. Initiée par le sculpteur Jean-Baptiste Carpeaux en hommage au peintre Antoine Watteau, elle est inaugurée en 1884. L'émission coïncide avec le titre de « capitale culturelle régionale », qui permet de mettre en valeur la culture dans une ville du Nord-Pas-de-Calais.
Ce timbre de 3 × 4 cm est dessiné et gravé par Pierre Albuisson d'après une photographie fournie par la ville de Valenciennes. Il est imprimé en taille-douce en feuille de quarante-huit exemplaires.
La manifestation premier jour a lieu les 3 et 4 février à Valenciennes. Le timbre à date de Guy Coda est illustré de l'horloge de l'hôtel de ville.

### Bibliothèque humaniste de Sélestat
Le 12 février, est émis un timbre de 0,60 € sur la Bibliothèque humaniste de Sélestat. L'illustration est une reproduction d'une enluminure d'un « S » extraite du Livre des miracles de sainte Foy, réalisé au XIe siècle. Ce fonds est une bibliothèque de recherche constitué de deux fonds rassemblés : la bibliothèque de l'École latine du curé Jean de Westhuss et de la bibliothèque de Beatus Rhenanus, ami de l'humaniste Érasme.
L'œuvre photographiée par Phil@poste est mise en page et gravée par Jacky Larrivière pour une impression en taille-douce en feuille de trente timbres de 4,085 × 5,2 cm.
La manifestation premier jour a lieu les 10 et 11 février à Sélestat. Odette Baillais a dessiné un timbre à date contenant un livre ancien et ouvragé fermé.
En novembre 2007, ce timbre reçoit le Grand prix de l'Art philatélique 2007, dans la catégorie « Timbre de France ».
Il est retiré de la vente en janvier 2008.

### L'hélicoptère 1907-2007
Le 19 février, est émis un timbre de poste aérienne de 3 € pour le centenaire du décollage d'un hélicoptère par Paul Cornu, le 13 novembre 1907. L'appareil de Cornu est visible dans le coin droit d' l'illustration consacrée à un Écureuil EC 130 B4 orange et blanc du groupe Eurocopter.
Le timbre de 5,2 × 3,1 cm est dessiné par François Bruère et mis en page par l'atelier Didier Thimonier pour une impression en héliogravure. Il est vendu en feuillet aux marges illustrées de dix timbres ou à l'unité à partir de feuille de quarante.
La manifestation premier jour a lieu le 17 février à l'héliport de Paris, et les 17 et 18 février à Audincourt, Châlons-en-Champagne et sur le site du groupe Eurocopter à Marignane. À Audincourt et Châlons, le cachet premier jour représentant le premier hélicoptère ne porte pas la mention « 1er jour ».

### Portraits de régions: la France à voir

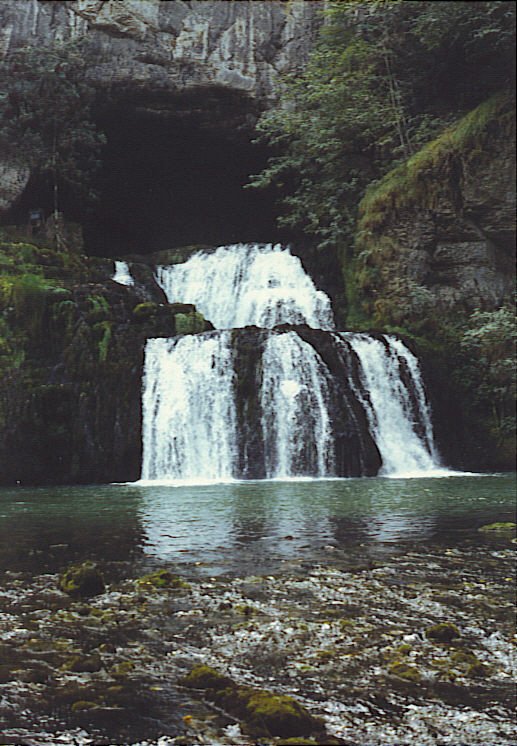
La source du Lison légendée « Cascade Doubs » sur un des timbres.

Le 26 février, dans le cadre de la série semestrielle Portraits de régions, est émis un bloc de dix timbres de 0,54 € sur le thème « la France à voir » (bloc n°9 de la série). Dix sites ou constructions typiques des régions de France ont été choisis. Parmi les monuments, sont visibles Les Baux-de-Provence village des Alpilles, une berge du canal du Midi, le château de Chantilly, les fortifications de Saint-Malo, et le clocher, le vieux village et le port de Saint-Tropez. Parmi les lieux naturels, une vue fleurie du ballon d'Alsace (légende erronée puisqu'il s'agit du ballon de Guebwiller), une « cascade Doubs » qui est en fait la source du Lison affluent du Doubs, la forêt de Fontainebleau et les bords de Loire avec ses bancs sableux et changeants. Le timbre sur le massif de la Chartreuse présente cette partie des Alpes, mais également la Grande-Chartreuse, maison-mère de l'ordre religieux des Chartreux ; le timbre est légendé « Le massif de la Grande-Chartreuse ».
Les photographies utilisées sur les timbres et le fond du bloc sont mises en page par Bruno Ghiringhelli. Le bloc est imprimé en héliogravure. Les timbres de 2,6 × 4 cm sont horizontaux et verticaux selon la mise en page. Ses dix timbres sont également disponibles sous la forme de dix feuillets illustrés inclus dans un Carnet de voyage peint par Bernard Johner.
La manifestation premier jour, dont le timbre à date de Valérie Besser contient une carte de France portant des constructions, a lieu le 24 février à Saint-Laurent-du-Pont en Isère et à Ornans dans le Doubs, et les 24 et 25 février aux Baux-de-Provence, à Castanet-Tolosan, à Chantilly, à Fontainebleau, à Paris, aux  Rosiers-sur-Loire et à Saint-Malo.

## Mars

### Fête du timbre: Harry Potter

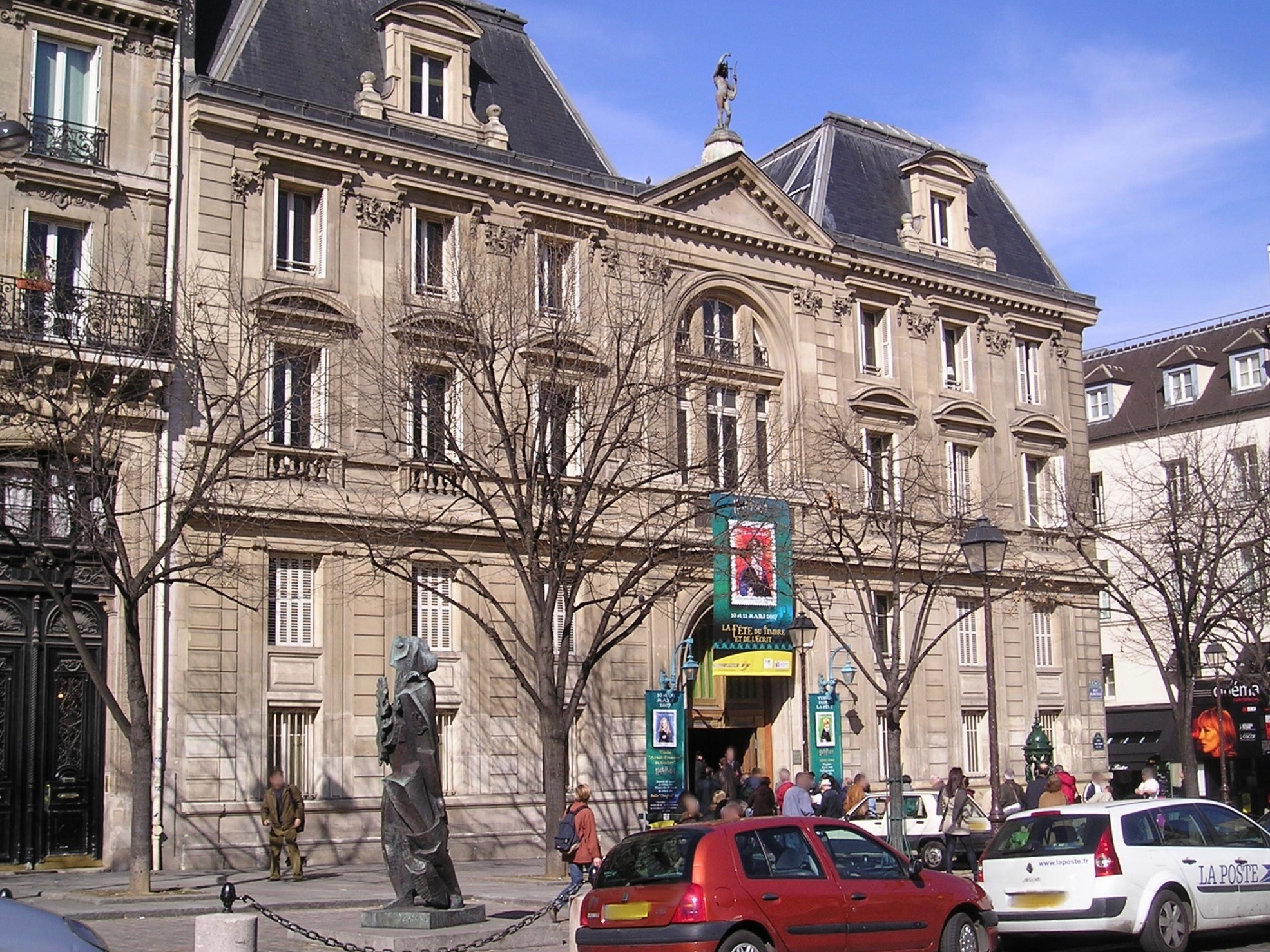
La Fête du timbre à Paris : Hôtel de l'Industrie, place Saint-Germain-des-Prés.

Le 12 mars, à l'occasion de la Fête du timbre, sont émis un timbre « Lettre prioritaire 20 g » sur le personnage de Harry Potter et un carnet de dix timbres reprenant le premier complété avec deux autres types. Ces deux autres illustrations reprennent deux personnages de la série des romans de J. K. Rowling : Ron Weasley sur fond vert pour l'« écopli 20 g » et Hermione Granger sur fond bleu pour « Monde 20 g ». Les personnages, en tenue de sorciers, tiennent leur baguette magique vers l'avant. D'après les tarifs du 1er octobre 2006 en vigueur, le carnet est vendu à la valeur faciale de 6,18 € (3 × 0,49 € d'écopli, 4 × 0,54 € de lettre prioritaire, 3 × 0,85 € pour le monde entier).
Disparu en 2003, le feuillet illustré comprenant le timbre principal est émis : le timbre « Harry Potter » est mis en scène dans un cadre de peinture, avec en arrière-plan l'école de sorcellerie de Poudlard, principal lieu d'action de l'histoire.
Une autre présentation vendue plus chères que la valeur faciale est également mise en vente par La Poste. Sont vendus 6,50 € chacun, trois blocs de cinq timbres se-tenant avec des vignettes pré-personnalisées reprennent des éléments de la série : le quidditch pour le timbre « Harry Potter », des membres de l'armée de Dumbledore pour « Ron Weasley » et les créatures fantastiques pour « Hermione Granger ».
Les illustrations sont fournies par la Warner Bros., le producteur de l'adaptation cinématographique de la série de romans. Les timbres de 4 × 3 cm dans leurs diverses présentations sont mis en page par Sylvie Patte et Tanguy Besset, et sont imprimés en héliogravure. Le timbre « Harry Potter » est conditionné en feuille de quarante-huit exemplaires.
Comme il est l'habitude pour la Journée du timbre (Fête du timbre depuis 2000), la manifestation premier jour a lieu simultanément dans 118 villes en France et dans les départements d'outre-mer à l'initiative d'associations philatéliques locales. Le but d'attirer par l'émission un jeune public pour l'initier ensuite à la philatélie ou au mail art. Ces manifestations se déroulent les 10 et 11 mars dans des lieux spécifiques et une boîte aux lettres spéciales recueillent les plis affranchis avec ces timbres pour une oblitération premier jour, dans le bureau principal de chacune des villes. Seul, le cachet du bureau de Paris porte la mention « Premier jour ». Ce cachet reprend le logotype de la série et est mis en page par le duo Patte & Besset.
La présentation du timbre à la presse a lieu dans un hôtel de luxe, rue des Beaux-Arts, le 7 février 2007 à Paris, en présence de célébrités (par exemple, Anne Richard, Chantal Goya, Adeline Blondiau). Phil@poste et les responsables jeunesse de la FFAP y a initié les enfants de ses invités à la collection de timbres.

### Cour des comptes 1807-2007
Le 19 mars, dans le cadre d'une émission conjointe des sept administrations postales qui couvrent le territoire français, est émis un timbre commémoratif de 0,54 € pour le bicentenaire de la Cour des comptes. La façade du palais Cambon apparaît sur l'illustration à travers un drapeau tricolore. En bas à droite, un des symboles de cette cour chargée de vérifier l'utilisation de l'argent public : un miroir posé devant une balance de justice. Concernant la philatélie, en 1997, c'est la Cour des comptes qui contraint le Service national des timbres-poste à cesser d'offrir des « hommages philatéliques » à des hauts-fonctionnaires et des personnalités politiques : ces timbres non dentelés et ces épreuves de luxe se retrouvaient vendus sur le marché philatélique.
Le timbre de 4 × 3 cm est dessiné et gravé par André Lavergne. Il est imprimé en taille-douce en feuille de quarante-huit exemplaires gommés. Le 30 juillet 2007, pour permettre la disponibilité du timbre dans une version similaire à la feuille personnalisée « Chambre régionale des comptes 1982-2007 », le timbre est émis sous forme autocollante à dentelure ondulée en une feuille en vente indivisible de trente non personnalisés.
L'illustration est identique pour les sept administrations, ainsi que l'impression en taille-douce. Les autres administrations postales concernées sont Mayotte, la Nouvelle-Calédonie, la Polynésie française, Saint-Pierre-et-Miquelon, les Terres australes et antarctiques françaises et Wallis-et-Futuna.
La manifestation premier jour a lieu le 17 mars dans la Grand' Chambre de la Cour des comptes, à Paris. Dessiné par Lavergne, le cachet présente les deux « C » adossés de la Cour des comptes.

#### Feuille personnalisée
Une feuille de dix timbres autocollants « Cour des comptes 1807-2007 » à dentelure ondulée est disponible le 17 mars pendant la manifestation premier jour. Elle est personnalisée : chaque timbre se-tenant avec une vignette annonçant le 25e anniversaire des Chambres régionales des comptes. Dans un rectangle bleu ciel, un point signale chacune des Chambres sur une carte de France et de l'outre-mer.
Le timbre est imprimé en taille-douce comme celui de l'émission générale. La vignette est réalisée en offset.
La Cour des comptes a commandé 2800 feuilles de dix exemplaires (soit 28 000 timbres). Les invendus du premier jour de mars, ont été répartis entre les différentes Chambres régionales des comptes.

### Albert Londres 1884-1932
Le 19 mars, est émis un timbre de 0,54 € en hommage au journaliste et aventurier Albert Londres. L'illustration rappelle un de ses reportages sur les bagnes de Guyane avec une scène d'arrivée de bagnards en bleu, à la droite de son portrait dessiné en marron.
À 15 € pour 3,24 € de valeur faciale, sont émis six souvenirs sous la forme de six cartes de correspondances et de six blocs comprenant un timbre. Les illustrations de Patrice Serres mises en page par Philippe Bauducel rappellent six reportages d'Albert Londres contre les esclavages : Pékin en 1922, le bagne de Cayenne et la Ruhr en 1923, Marseille en 1926, le golfe Persique en 1930 et Shanghai en 1932 avec le paquebot Georges-Philippar à bord duquel il meurt dans un incendie sur le voyage de retour.
Le timbre de 4 × 3 cm est dessiné par Patrice Serres et gravé par Jacky Larrivière pour une impression en taille-douce en feuille de quarante-huit.
La manifestation premier jour a lieu du 16 au 18 mars à Périgueux. Le sac de voyages, son parapluie et son imperméable, ainsi qu'un appareil photographique de l'époque, illustrent le cachet spécial également dessiné par Patrice Serres.

### Limoges - Haute-Vienne
Le 26 mars, à l'occasion de la tenue du Salon philatélie de printemps organisé par la Chambre française des négociants et experts en philatélie, est émis un timbre touristique de 0,54 € sur la ville de Limoges, préfecture de la Haute-Vienne. À la droite de l'illustration, la gare des Bénédictins et à sa gauche un surtout de table en porcelaine de Limoges de la manufacture Pouyat rappellent l'histoire industrielle de la ville. La pièce de porcelaine présentée, dite Grain de riz (porcelaine évidée dont les trous sont comblés par de l'émail translucide), est dessinée par le décorateur Albert-Louis Dammouse (1848-1926) et sculptée par Schoenwerk.
Le timbre de 4 × 3 cm est dessiné et gravé par Elsa Catelin à partir de photographies fournies par la Réunion des musées nationaux (cliché d'Hervé Lexandowski pour la porcelaine) et la ville de Limoges pour la gare. Le timbre est imprimé en taille-douce en feuille de quarante-huit.
La manifestation premier jour a lieu du 23 au 25 mars au Salon de printemps, dans le parc des expositions de Limoges, ainsi que le 23 dans la gare des Bénédictins. Jean-Paul Cousin a dessiné le cachet premier jour avec une vue inverse de la gare : depuis la droite pour le cachet, alors qu'elle est vue depuis la gauche de la façade sur le timbre.

### Traité de Rome
Le 26 mars, hors-programme annoncé par l'arrêté complémentaire du 19 janvier précédent, est émis un timbre commémoratif de 0,54 € pour le cinquantenaire du traité instituant la Communauté européenne, signé à Rome, le 25 mars 1957, qui est à l'origine de l'Union européenne. Sur un fond bleu, des personnages colorés et ressemblant à des étoiles se tiennent par la main, sur trois lignes.
Le timbre de 4 × 3 cm est dessiné par Stéphanie Ghinéa et est imprimé en héliogravure en feuille de quarante-huit unités.
La manifestation premier jour a lieu le 23 mars au ministère des Affaires étrangères à Paris, et les 24 et 25 mars à Sceaux. Le cachet de Valérie Besser reprend l'expression « Traité de Rome 1957-2007 ».

## Avril

### Vauban 1633-1707
Le 2 avril, est émis un timbre de 0,54 € pour le tricentenaire de la mort de Sébastien Le Preste, seigneur de Vauban, souvent dénommé par ce dernier nom. Son portrait gravé en violet est présenté avec une des fortifications (gravée en vert) qu'il a créées pendant le règne de Louis XIV. Le lieu est choisi est la citadelle de Mont-Louis, alors en Roussillon. La ville est fondée et fortifiée par Vauban en 1679, à une altitude de 1600 mètres. Les mentions sont en orange.
Le timbre de 4 × 3 cm est mis en page et gravé par Claude Andréotto, à partir d'une photographie de J.-D. Sudres pour la vue aérienne de Mont-Louis. L'impression est réalisée en taille-douce en feuille de quarante-huit.
La manifestation premier jour a lieu entre les 30 mars et 1er avril dans plusieurs villes :
- liées à sa vie et à sa mort : à Saint-Léger-Vauban sa ville natale, au château de Bazoches qu'il acheta, aux Invalides à Paris, ville où il est mort, dans le lieu où son cœur est conservé ;
- liées à son œuvre poliorcétique : Besançon, Bitche, Blaye, Brest, Longwy, Mont-Dauphin, Montlouis, Port-Louis et Saint-Martin-de-Ré.

Si tous les bureaux ont le cachet illustré, seuls les bureaux des Invalides et Saint-Léger-Vauban disposent du cachet avec la mention « premier jour ». Ce timbre à date dessiné par Claude Perchat représente un élément de fortification.
L'émission coïncide la demande par la France de l'inscription de plusieurs fortifications de Vauban à la Liste du patrimoine mondial. L'Unesco doit étudier cette demande en juin 2008. La citadelle de Mont-Louis fait partie des sites sélectionnés.

### «Allez les petits», Roger Couderc
Le 16 avril, est émis un timbre de 0,54 € pour annoncer la Coupe du monde de rugby à XV organisée du 7 septembre au 20 octobre 2007 en France, à Cardiff (Pays de Galles) et à Édimbourg (Écosse). Le dessin est une scène de jeu dans un stade dont le toit stylisé est visible. Les deux joueurs portent le maillot bleu de l'équipe de France. De face, le premier porteur du ballon court en avant, tandis que le second se déplace sur la gauche du premier joueur. La légende du timbre est l'encouragement récurrent du journaliste et commentateur sportif Roger Couderc (1918-1984) : « Allez les petits ».
L'illustration est signée Éric Fayolle, déjà auteur d'autres timbres de France sur le sport. Le timbre de 4 × 3 cm est imprimé en héliogravure en feuille de quarante-huit exemplaires.
La manifestation premier jour a lieu le 14 avril à la Maison du sport français à Paris, les 14 et 15 avril à Souillac, ville natale de Roger Couderc. Le cachet premier jour est exceptionnellement ovale, montrant un joueur courant avec le ballon et regardant sur sa droite. Ce cachet est dessiné par Alain Seyrat.
Il est retiré de la vente en janvier 2008.

### Bonnes vacances
Le 30 avril, est émis un carnet de dix timbres autocollants légendés « VACANCES » et portant une valeur d'usage « LETTRE PRIORITAIRE 20 g ». La dominante des photographies choisies est le bleu : couleur d'une palissade de jardin, d'un poisson, de fleurs, de galets sur une plage, du ciel derrière un cocotier, d'un paysage d'iceberg, d'un parasol, etc.
Les photographies sélectionnées sont fournies par l'agence Sunset et mises en page par Steven Briend, auteur de la photographie de la couverture : quelques effets personnels posés sur le bord d'un bateau, la mer visible à gauche. Les timbres de 3,8 × 2,4 cm sont imprimés en offset.
La manifestation premier jour a lieu les 28 et 29 avril à Paris et Port-sur-Saône. Le timbre à date premier jour de Steven Briend est le mot « Vacances » sur fond d'un soleil.

### Jardins de France: le parc de la Tête d'or, Lyon
Le 30 avril, dans la série annuelle Jardins de France, est émis un bloc de deux timbres  de 2,11 € illustré d'un paysage évoquant le parc de la Tête d'Or, à Lyon, 151 ans après son ouverture. Les 117 hectares du parc sont résumés par ses grilles sur les bords du bloc illustré et par un panorama incluant sur les timbres les serres, et au premier plan des animaux dont des faons.
Le bloc est dessiné par Michel Bez à partir de photographies réalisées par Phil@poste, et mis en page par Valérie Besser. Les timbres mesurent 3 × 4 cm plus un sommet en demi-cercle. Le tout est imprimé en héliogravure.
La manifestation premier jour a lieu à Villeurbanne les 28 et 29 avril. Jean-Paul Véret-Lemarinier crée le cachet premier jour qui reprend un motif armorial des grilles du parc.

### Nature de France: espèces protégées d'outre-mer
Le 30 avril, dans le cadre de la série annuelle Nature de France, sont émis quatre timbres et un bloc les mettant en scène sur quatre espèces animales protégées et vivant dans les quatre départements et régions d'outre-mer où sont utilisés les timbres de France. Les deux timbres de 0,54 € présentent un spécimen d'iguane des Antilles (Iguana delicatissima) et de racoon de Guadeloupe (Procyon minor, « racoon » est le nom local du raton laveur). Le 0,60 € est illustré d'un jaguar rugissant (Panthera onca) qui se rencontre en Guyane. Enfin, sur le 0,86 €, deux pétrels de Barau (Pterodroma baraui, localement taille-vent) volent dans le ciel de La Réunion au sein des massifs montagneux de laquelle ils nidifient ; il tire son nom d'un de ses découvreurs, Armand Barau, qui l'identifient en 1963. Le bloc met en scène les quatre timbres dans un paysage mêlant les différents aspects des quatre DOM-TOM français : de la forêt dense au premier plan à l'océan à l'arrière-plan.
L'illustration est signée Catherine Huerta et les timbres de 4,085 × 3 cm sont mis en page par Valérie Besser (seul le timbre « Iguane des Antilles » est disposé verticalement). L'impression est en héliogravure en feuille de quarante-huit timbres et en un bloc illustré de quatre. Ce dernier a une valeur faciale totale de 2,54 €.
La manifestation premier jour a lieu les 28 et 29 avril à Paris, au Robert en Martinique, au bureau de la plaine des Cafres sur le territoire du Tampon à La Réunion, et à Terre-de-Haut en Guadeloupe. Chaque bureau dispose d'un cachet premier jour de Gilles Bosquet, une tête d'animal chacun : celle d'un iguane pour la Plaine-des-Cafres, de jaguar à Paris, de pétrel de Barau à Terre-de-Haut et de racoon au Robert.

## Mai

### Europa: le scoutisme
Le 2 mai, dans le cadre de l'émission Europa et du thème annuel commun aux administrations postales membres de PostEurop, est émis un timbre de 0,60 € pour le centenaire du scoutisme. Sur l'illustration, dans une prairie, des scouts sont en train de construire l'armature en branches de bois d'une tente.
Le timbre de 3,5 × 2,6 cm est dessiné par Louis Arquer et mis en page par Stéphanie Ghinéa. Il est imprimé en héliogravure en feuille de quarante-huit exemplaires.
La manifestation premier jour a lieu le 1er mai au siège du Parlement européen à Strasbourg. Le timbre à date est illustré également par LOuis Arquer avec le logo « EUROPA » et une tente montée.

### Fédération internationale de voile 1907-2007
Le 7 mai, est émis un timbre commémoratif de 0,85 € pour le centenaire de la Fédération internationale de voile, créée à Paris. La peinture d'illustration est mis en page dans un format panoramique pour montrer trois voiliers en pleine régate, vus au niveau des coques, « serrés les uns contre les autres avec des couleurs différentes et assez soutenues, atmosphère de compétition. »
Nicolas Vial est l'auteur de l'aquarelle originale et du choix du format panoramique. La mise en page par Valérie Besser donne un timbre de 8 × 2,6 cm imprimé en héliogravure en feuille de trente.
Reprenant le timbre, un bloc est également vendu avec une carte de correspondance au prix de 3 € (pour 0,54 € de valeur faciale). Le bloc est un détail de la peinture de Vial.
La manifestation premier jour a lieu le 4 mai au siège de la Fédération internationale de voile à Paris. L'illustration du cachet par Aurélie Baras présente un voilier.
Le timbre est retiré de la vente le 24 avril 2009.

### Personnages célèbres: les voyages de Tintin
Le 14 mai, dans le cadre de l'émission annuelle Personnages célèbres, sont émis six timbres de 0,54 € et un bloc les regroupant sur le thème « les voyages de Tintin ». Ce sont des reproductions d'images extraites de la série de bande dessinée Les Aventures de Tintin. Chaque image est consacrée à un ou deux des personnages. Trois images sont reprises d'aventures en mer et forment la première ligne de timbres du bloc : Tintin et Milou sur une chaloupe dans l'Oreille cassée, le professeur Tournesol tenant des jumelles dans ses mains, et le capitaine Haddock utilisant un sextant. Ensuite, les Dupondt conduisant une jeep, voisine sur la deuxième ligne avec la Castafiore et Tchang. L'illustration des marges du bloc est une scène dans laquelle Tintin et Haddock observe le paysage d'une idée tropicale vers laquelle leur navire se rapproche. Le bloc est vendu 5 € : 3,24 € de valeur postale et 1,76 € de surtaxe au profit de la Croix-Rouge française.
Les dessins d'Hergé sont fournis et mis en page par la société Moulinsart, détentrice des droits d'exploitation. Les timbres de 2,6 × 4 cm sont imprimés en héliogravure en feuille de cinquante et en un bloc de six différents.
La manifestation premier jour a lieu les 12 et 13 mai à Cheverny dont le château a inspiré celui de Moulinsart, à Guebwiller, au Centre Wallonie-Bruxelles à Paris. Les cachets reproduisent des scènes de voyages de Tintin en bateau et en train.

### Arcachon - Gironde
Le 21 mai, est émis un timbre touristique de 0,54 € sur Arcachon, dans le département de la Gironde, à l'occasion du 150e anniversaire de son accession au statut de commune, le 2 mai 1857. L'illustration accumule une vue aérienne de la ville et du bassin à gauche, de deux maisons typiques en haut à droite et d'une barque en bas.
Le timbre de 4 × 3 cm est signé Thierry Mordant et est imprimé en héliogravure en feuille de quarante-huit exemplaires.
Une vente anticipée est organisée les 19 et 20 mai à Arcachon, où un timbre à date premier jour est disponible. Dessiné par Claude Perchat, il représente un petit bateau à moteur, baptisé Estiou.

### France-Arménie: miniature duXVesiècleetl'Ange au sourire
Le 22 mai, dans le cadre d'une émission conjointe avec l'Arménie, sont émis deux timbres représentant des œuvres d'inspiration chrétienne. Le 0,54 €, tarif intérieur français, est illustré d'une miniature arménienne de 1460, sur le thème de la Nativité : Jésus dans les bras de Marie reçoit les cadeaux des rois mages. Le 0,85 €, tarif d'une lettre pour l'Arménie, présente l'Ange au sourire, une des plus célèbres statues de Notre-Dame de Reims.
La miniature est extraite d'un lectionnaire conservé par l'Institut Mesrop Matchtots des manuscrits anciens du Matenadaran. Les deux images sont mises en page dans un cadre blanc par Aurélie Baras. Les timbres de 3 × 4 cm sont imprimés en héliogravure en feuille de quarante-huit.
Le 22 mai, un cachet premier jour « Arménie mon amie », dessiné par Jean-Paul Cousin, est disponible au musée national de la Marine à Paris et au centre du patrimoine arménien de Valence. L'émission coïncide avec une exposition dans le musée parisien de peintures marines de l'Arménien Ivan Konstantinovitch Aivazovsky, du 7 février au 4 juin 2007. L'année de l'Arménie en France dure du 21 septembre 2006 au 14 juillet 2007.
Les timbres d'Arménie de cette émission sont émis le 22 mai et ont une valeur de 70 dram (AMD) et de 350 dram. Ils sont émis par l'administration postale arménienne, Haypost, gérée depuis le 30 novembre 2006 par une filiale néerlandaise du groupe ING.

## Juin

### Sanglier, enseigne gaulois - Soulac-sur-Mer
Le 4 juin, est émis un timbre de 1,30 € représentant la statue en laiton d'un sanglier, qui a servi d'enseigne à des Gaulois. Elle est découverte en 1989 sur une plage de Soulac-sur-Mer, en Gironde et est conservée au musée d'art et d'archéologie de cette commune. Sur l'illustration, l'enseigne aux teintes dorées est posée sur un fond rouge-brun ; le dessin est inspiré de la copie de reconstitution réalisée par le musée central romain-germanique de Mayence.
Le timbre de 5,2 × 4,085 cm est dessiné et gravé par Claude Jumelet pour une impression en taille-douce en feuille de trente.
La manifestation premier jour a lieu les 2 et 3 juin à Soulac-sur-Mer. Sur le cachet spécial de Louis Arquer, l'enseigne est vue de profil alors que sur le timbre, elle est légèrement tournée vers la droite et le lecteur.

### TGV Est Européen
Le 11 juin, est émis un timbre de 0,54 € à l'occasion de l'ouverture au service commercial de la ligne ferroviaire à grande vitesse Est européenne, le 10 juin. Son illustration se concentre sur le service offert par la SNCF et ses rames TGV. Intitulé « TGV Est Européen », le timbre représente une rame TGV sur un fond vert et bleu vu comme défilant à grande vitesse (sur cette ligne, une rame spéciale a atteint la vitesse record de 574,8 km/h). En haut à droite, une carte rappelle les parcours en rouge et les villes desservies, avec une insistance sur le territoire français : de Paris jusqu'à Luxembourg, Francfort-sur-le-Main et d'autres villes d'Allemagne seulement nommées (Stuttgart et Munich) et Zurich en Suisse.
Le timbre de 4 × 2,6 cm est créé par Louis Briat à partir de documents de la SNCF. Il est imprimé en héliogravure en feuille de cinquante exemplaires.
Des manifestations premier jour ont lieu les 9 et 10 juin dans plusieurs villes desservies par la nouvelle ligne. Les cachets avec mention premier jour représentent les gares des villes concernées, dessinées par Jean-Paul Cousin : d'ouest en est, à la gare de Paris-Est de Paris, à la gare de Reims, celle de Metz, celles de Nancy et de Strasbourg, ainsi que dans d'autres lieux à l'extérieur. Un cachet sans mention premier jour reprenant le logotype « TGV Est européen » dessiné par Gilles Bosquet dans plusieurs villes de Champagne-Ardenne, Lorraine et Alsace : par ordre alphabétique, Châlons-en-Champagne, Charleville-Mézières, Colmar, Épinal, Forbach, Hettange-Grande, Issoncourt, Lunéville, Mulhouse, Remiremont, Rethel, Saint-Dié-des-Vosges, Sarrebourg, Saverne, Sedan, Thionville et Vitry-le-François.

### Église Notre-Dame la Grande, Poitiers

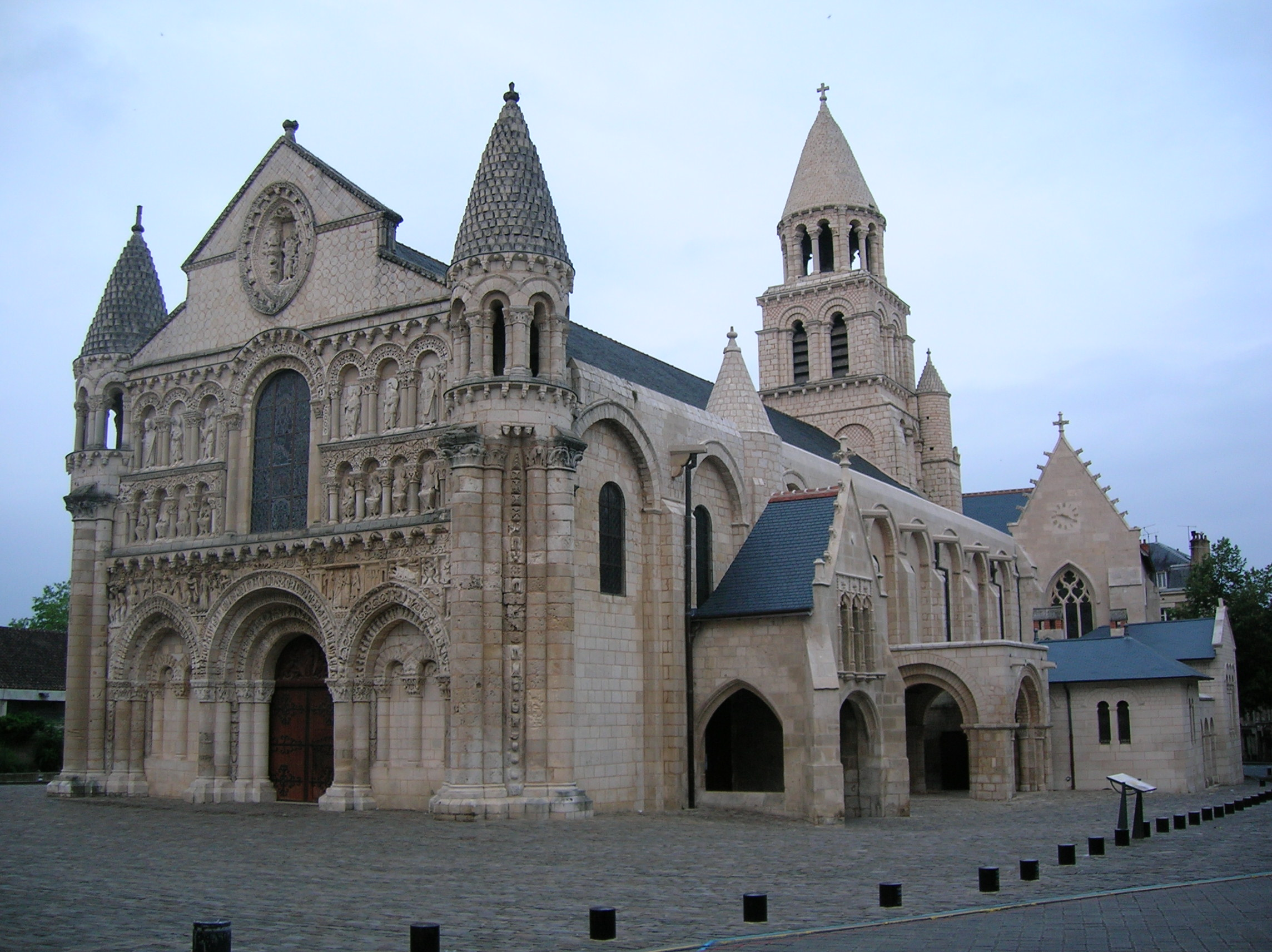
L'église dans une perspective proche de celle du timbre.

Le 18 juin, à l'occasion du 80e congrès de la Fédération française des associations philatéliques (FFAP) à Poitiers, est émis un timbre de 0,54 € se-tenant à une vignette et consacrés à l'église Notre-Dame la Grande. Sur le timbre, en marron, le monument est représenté dans son ensemble. En haut à droite, en jaune, un élément de la frise de la façade est cité. La vignette annonce le congrès et est illustrée de la mandorle, ovale dans lequel est sculpté le Christ et situé au sommet de la façade.
Le timbre de 4 × 3 cm est dessiné et gravé par André Lavergne. Il est imprimé en taille-douce en feuille de trente-six timbres.
La façade est l'objet du timbre à date premier jour également dessiné par André Lavergne, et disponible du 15 au 17 juin pendant le congrès de la FFAP.

## Juillet

### Capitales européennes: Bruxelles
Le 2 juillet, dans la série annuelle Capitales européennes, est émis un bloc de quatre timbres de 0,54 € sur les monuments de la ville de Bruxelles, capitale de la Belgique. Les quatre monuments choisis sont l'Hôtel de ville et la Maison du roi, deux bâtiments de la Grand-Place, la statue-fontaine du Manneken Pis et l'Atomium construit pour l'exposition universelle de 1958. Sur le fond du feuillet, sont visibles l'abreuvoir Saute-mouton, l'intérieur du musée Horta, la porte de Hal et la Serre de botanique de Laeken.
Les peintures sont l'œuvre de Marc Taraskoff. Elles sont mises en page par Valérie Besser sur des timbres de 3 × 4 cm et un bloc imprimés en héliogravure.
La manifestation premier jour a lieu le 30 juin au Centre Wallonie-Bruxelles, à Paris. Le cachet représentant une autre vue du Manneken Pis est également dessiné par Taraskoff.

### Coupe du monde de rugby 2007 - France 2007
Le 2 juillet, sont émis dix timbres (dont deux ovales) de 0,54 € assemblés en un bloc illustré pour annoncer la Coupe du monde de rugby à XV organisée principalement en France, ainsi qu'en Écosse et au Pays de Galles du 7 septembre au 20 octobre 2007. Chaque timbre est illustré d'une phase de jeu ou de l'ambiance d'un match de ce sport tel les timbres sur les supporteurs (typographié « SUPPORTERS ») et le « haka », danse rituelle que l'équipe néo-zélandaise interprète systématiquement depuis 1987. Les phases de jeu sont sur les timbres ovales la touche et la transformation, et sur les timbres rectangulaires : l'attaque, le raffut, le plaquage, la passe, la sortie du ballon après une mêlée et l'essai. Le fond du bloc est une mise en page en un bleu clair et un bleu foncé du logotype de l'International Rugby Board (IRB).
Les timbres ovales ou rectangulaires de 3 centimètres sur 4 sont dessinés par Éric Fayolle à partir de logotypes de l'IRB et de photographies des agences Inpho (« Essai ») et PresseSports. Le bloc est imprimé en héliogravure.
La manifestation premier jour a lieu le 23 juin (ainsi que le 24 à Lens et Saint-Étienne) dans les villes où se déroulent des matchs de la Coupe du monde : Bordeaux, Lens, Marseille, Montpellier, Nantes, Paris, Saint-Denis (Seine-Saint-Denis), Saint-Étienne et Toulouse. Chacun des dix cachets premier jour représente une phase de jeu en ombre chinoise. Ils sont dessinés par Henri Galeron.

### Association des maires de France 1907-2007
Le 9 juillet, est émis un timbre commémoratif de 0,54 € sur le centenaire de l'Association des maires de France (AMF). L'illustration porte le profil blanc-bleuté d'une Marianne, allégorie de la République française, sur un fond bleu-vert sur lequel se distingue grâce à quelques traits bleus la façade d'une mairie.
Le timbre de 4 × 3 cm est signé Sylvie Patte et Tanguy Besset (Patte & Besset) et est imprimé en héliogravure en feuille de quarante-huit unités.
La mise en vente anticipée a lieu le 5 juillet au siège de l'association loi de 1901, à Paris, les 6 et 7 juillet à Issoudun (dont le maire André Laignel est le secrétaire général de l'AMF depuis 2001), Lons-le-Saunier (dont le maire Jacques Pélissard préside l'AMF depuis 2004) et Écotay-l'Olme (avec un cachet sans mention « premier jour » pour cette dernière). Le cachet spécial des mêmes créateurs reprend le profil de la Marianne du timbre.

### Pierre Pflimlin 1907-2000
Le 9 juillet, est émis un timbre à 0,60 € pour le centenaire de la naissance de l'homme politique Pierre Pflimlin, dont le visage dessiné sur ce timbre est entouré d'étoiles jaunes rappelant le drapeau des institutions européennes pour le développement desquelles il milita. Son doigt pointé vers la gauche est posé sur le profil de la cathédrale Notre-Dame de Strasbourg, dont il fut le maire de 1959 à 1983.
Le timbre de 4 × 3 cm est dessiné par Tomi Ungerer, artiste natif de Strasbourg, et mis en page par l'atelier Didier Thimonier. Il est imprimé en héliogravure en feuille de quarante-huit exemplaires.
La manifestation premier jour a lieu le 7 juillet dans la ville de Strasbourg. Le même jour, un cachet sans mention « premier jour » est disponible à Mulhouse, ville où Pflimlin vécut dans sa jeunesse. Un autre portrait de Pflimlin illustre le cachet premier jour dessiné par Claude Perchat.

### Castres - Tarn
Le 23 juillet, est émis un timbre de 0,54 € sur la ville de Castres, sous-préfecture du Tarn, représentée par les jardins de l'Évêché dessinés par André Le Nôtre et construits dans le dernier quart du XVIIe siècle.
Le timbre de 4 × 3 cm est dessiné et gravé par Ève Luquet. Il est imprimé en taille-douce en feuille de quarante-huit.
La manifestation premier jour a lieu du 20 au 22 juillet à Castres. Le cachet également dessiné par Luquet montre le palais de l'Évêché.

## Septembre

### Coupe du monde de rugby 2007
Le 6 septembre, à l'occasion de la Coupe du monde en Écosse, en France et au Pays de Galles du 7 septembre au 20 octobre 2007, est émis un timbre autocollant de 3 € utilisant l'imagerie lenticulaire pour reproduire le parcours d'un ballon de rugby à XV lors de la transformation d'un essai, depuis la frappe au pied jusqu'à ce qu'il franchisse les poteaux. Le joueur porte les couleurs de l'équipe de France.
Le timbre de 4 × 3 cm est dessiné par Éric Fayolle et imprimé en offset en feuille de seize.
La manifestation premier jour a lieu le 5 septembre dans les villes françaises où se déroulent des matches : Bordeaux, Lens, Lyon, Marseille, Montpellier, Nantes, Paris, Saint-Denis, Saint-Étienne et Toulouse. Le cachet spécial mis en page par Jean-Paul Cousin représente la silhouette de la coupe Webb Ellis, remise à l'équipe vainqueur.
Ce timbre est la troisième émission philatélique sur cette coupe du monde après le timbre « "Allez les petits", Roger Couderc » émis le 16 avril précédent, et le bloc de dix timbres du 2 juillet. L'ensemble est dessiné par Fayolle.

### Joyeux anniversaire
Le 10 septembre, est émis un bloc de cinq timbres de vœu pour souhaiter un « joyeux anniversaire ». La valeur faciale inscrite est d'usage : « LETTRE PRIORITAIRE 20g ». Comme depuis 2003, sont utilisés des personnages de bande dessinée : Sylvain et Sylvette sur le timbre, portant un gâteau recouvert de sept bougies, et les animaux (les quatre compères et la chèvre) sur les marges du bloc.
Le timbre carré de 3,3 cm de côté représente les personnages dessinés par Jean-Louis Pesch. Ils sont mis en page par Valérie Besser et imprimés en héliogravure en bloc de cinq.
La manifestation premier jour a lieu les 8 et 9 septembre à Judarveil, Paris et Saint-Dizier. Sylvain et Sylvette sont repris sur le timbre à date préparé par Bruno Ghiringhelli.

### Les timbres à stickers
Le 10 septembre, est émis un carnet de cinq timbres autocollants au tarif « LETTRE PRIORITAIRE 20g ». Chaque timbre est similaire dans le message : d'un paquet-cadeau ouvert s'envolent des bulles, des cœurs, des fleurs, des notes de musique ou des papillons. Sur deux des trois volets du carnet pliable, vingt-trois « stickers » permettent de personnaliser l'enveloppe avec des messages courts (« bravo », « invitation », « merci », etc.), des cœurs ou des fleurs.
Le carnet est créé par Aurélie Baras et imprimé en offset. Chaque timbre mesure 2,4 × 3,8 cm.
La mise en vente anticipée a lieu à Paris, avec la mise à disposition d'un cachet premier jour d'Aurélie Baras reprenant le cadeau ouvert d'où sortent, cette fois, l'ensemble des cinq motifs des timbres. Le tour du cachet n'est pas rond comme d'habitude, mais reprend la forme des pétales d'une fleur.

### Firminy - Loire
Le 17 septembre, est émis un timbre de 0,54 € représentant l'église Saint-Pierre, construite à Firminy, dans le département de la Loire. Elle est dessinée par l'architecte Le Corbusier comme une partie du site de Firminy-Vert.
Le timbre de 3 × 4 cm est dessiné et gravé par Marie-Noëlle Goffin à partir de documents fournis par la Société des auteurs dans les arts graphiques et plastiques (ADAGP). Il est imprimé en taille-douce en feuille de quarante-huit exemplaires.
La mise en vente anticipée a lieu les 15 et 16 septembre à Firminy. Sous un autre angle, l'église est également représentée sur le cachet premier jour, également dessiné par Marie-Noëlle Goffin.

### Sully Prudhomme 1839-1907
Le 17 septembre, est émis un timbre commémoratif pour les 100 ans de la mort du poète Sully Prudhomme, premier à recevoir le prix Nobel de littérature.
Le portrait dessiné et gravé par Yves Beaujard est inspiré d'une photographie issue de la collection Roger-Viollet. Le timbre de 3 × 4 cm est imprimé en taille-douce en feuille de quarante-huit unités.
La manifestation premier jour a lieu le 15 septembre à Paris, sa ville natale, les 15 et 16 à Ollans, où il séjourna, et le 15 septembre sans mention « premier jour » sur le cachet à Châtenay-Malabry où il est mort. Claude Perchat est l'auteur du cachet premier jour qui reproduit le monogramme aux deux lettres « SP » entrelacées qui se trouve au château d'Ollans.

### CarnetSourires
Le 20 septembre, dans la série annuelle Sourires lancée en 2005, est émis un carnet de dix timbres autocollants au tarif « LETTRE PRIORITAIRE 20g ». Les cinq dessins repris chacun sur deux timbres utilisent des vaches faisant de l'humour et des jeux de mots sur le thème de la correspondance et de la philatélie. D'après la couleur de leurs taches, les vaches sont de la race montbéliarde ; la voiture postale sur la couverture porte, elle, la robe d'une bretonne pie noir.
Les timbres autocollants de 3,8 × 2,4 cm à dentelure ondulée sont dessinés par Alexis Nesme et imprimés en offset.
La mise en vente anticipée a lieu dans les locaux du Bureau des oblitérations philatéliques, à Paris. Le cachet sans mention « premier jour », également de Nesme, reprend une des vaches.

## Octobre

### Portraits de régions: la France à vivre
Le 1er octobre, pour la dixième émission de la série Portraits de régions, est émis un bloc de dix timbres de 0,54 € sur  « la France à vivre ». À côté d'un aliment de la gastronomie française, le melon, ont été choisis neuf éléments des traditions et folklores régionaux : le béret basque, une charentaise, les Géants du Nord, le parfum de Grasse (une corbeille de pétales de fleurs), la porcelaine de Sèvres, les tapisseries d'Aubusson et le savon de Marseille. Deux types de lieux apparaissent également : le bouchon lyonnais et le marché de Noël.
Les photographies sont mises en page par Bruno Ghiringhelli sur des timbres de 2,6 × 4 cm imprimés en héliogravure. Le Carnet de voyages par Geneviève Marot comprend dix pages constituant des blocs illustrés et gommés contenant chacun un des timbres de la série.
Le timbre à date premier jour est dessiné par Valérie Besser et comprend dans une carte de France un géant, un béret et un bloc de savon de Marseille. Les manifestations premier jour ont lieu les 29 et 30 septembre à Aubusson, La Baule, Cavaillon, Colmar, Dunkerque, Grasse, Lyon, Marseille, Nay, Paris, La Rochefoucauld et Sèvres.

### Conquête de l'espace 1957-2007
Le 5 octobre, est émis un timbre commémoratif de 0,85 € pour le cinquantenaire de la conquête de l'espace, entamée le 4 octobre 1957 par la mise en orbite terrestre du satellite artificiel Spoutnik 1 par l'Union soviétique. Sur une vue de l'Europe depuis l'espace, sont représentés différents engins spatiaux d'origines variées : en haut de la gauche vers la droite, Spoutnik 1, Apollo 11, première mission à emmener des êtres humains sur la Lune, et le satellite Spot-5 ; en bas, les lanceurs Soyouz 2.1.B. et Ariane 5.
Le timbre de 5,2 × 3,1 cm est dessiné par David Ducros, illustrateur du Centre national d'études spatiales (CNES), et imprimé en héliogravure en feuille de quarante exemplaires.
La manifestation premier jour a lieu le 4 octobre au Centre spatial guyanais à Kourou, au siège du CNES à Paris, à la Cité de l'espace à Toulouse et dans un centre commercial d'Évry, commune où est installée la direction des lanceurs du CNES. Le timbre à date, également de Ducros, représente le télescope spatial CoRoT.
Le timbre est retiré de la vente le 23 mai 2008.

### Paul Sérusier 1864-1927
Le 15 octobre, est émis un timbre artistique de 0,86 € reproduisant une peinture de Paul Sérusier, intitulée La Barrière fleurie. L'artiste est le fondateur du courant nabi.
L'œuvre photographiée par la Réunion des musées nationaux est mise en page par Valérie Besser sur un timbre de 4,085 × 5,2 cm imprimé en héliogravure en feuille de trente exemplaires.
La vente anticipée a lieu les 13 et 14 octobre à Châteauneuf-du-Faou, dont l'église Saint-Julien expose des peintures murales de Sérurier, et le 14 octobre au musée d'Orsay, à Paris, où est conservée la peinture reproduite sur le timbre. Le cachet premier jour contenant la signature de l'artiste est créé par Bruno Ghiringhelli.
Le timbre est retiré de la vente le 23 mai 2008.

### Fondation pour la recherche médicale 1947-2007
Le 22 octobre, est émis un timbre de 0,54 € pour le 60e anniversaire de la création de la Fondation pour la recherche médicale. Le dessin montre un soleil apparaissant au cours d'une expérience menée par une scientifique.
L'illustration est signée Valérie Besser. Le timbre de 4 × 3 cm esst imprimé en héliogravure en feuille de quarante-huit exemplaires.
La manifestation premier jour a lieu le 20 octobre à Lille, Montpellier et au siège de la fondation à Paris, et les 20 et 21 octobre à Maizières-les-Metz. Un scientifique portant une cravate et observant le soleil dans le flacon apparaît sur le timbre à date spécial, également créé par Valérie Besser.
Le timbre est retiré de la vente le 23 mai 2008.

### Guy Môquet 1924-1941
Le 22 octobre, est émis un timbre de 0,54 € en hommage à Guy Môquet, fusillé le 22 octobre 1941 par l'occupant allemand en représailles après la mort de Karl Hotz. Le portrait est réalisé d'après une des photographies connues de Guy Môquet.
L'émission est tardivement annoncée par l'arrêté complémentaire du 21 septembre 2007,conformément à la volonté du président de la République Nicolas Sarkozy, élu en mai 2007, de rendre hommage au lycéen militant communiste le 22 octobre suivant.
Le timbre de 3 × 4 cm est dessiné et gravé par Yves Beaujard et imprimé en taille-douce en feuille de quarante-huit exemplaires. Le même jour, un carnet de timbres Marianne des Français est émis avec une couverture en hommage à Guy Môquet.
La manifestation premier jour a lieu le 22 octobre à Châteaubriant, lieu du fusillement, et à Paris où résidait Guy Môquet. Le même portrait apparaît sur le cachet premier jour élaboré par Marc Taraskoff.
Le timbre est retiré de la vente le 23 mai 2008.

### MonTimbraMoi
Le 29 octobre, ouvre MonTimbraMoi, un nouveau service de fabrication de timbres personnalisés autocollants de La Poste. Il remplace Timbres-poste personnalisés qui délivraient des timbres se-tenant à des vignettes personnalisables. Désormais, l'illustration du timbre commandé est celle désirée par le client. Les bordures avec les mentions postales (pays, « La Poste », valeur) et les éléments de sécurité (bande imprimé de couleur et numéro de la commande) sont imprimées en héliogravure.
Le prix comprenant la fabrication et l'expédition est supérieure à la valeur faciale inscrite sous forme d'une valeur d'usage sur les timbres vendus en feuille de dix ou de trente exemplaires.

## Novembre
Les émissions du 5 et du 12 novembre sont en mise en vente anticipée lors de deux manifestations philatéliques : Timbres-Passion 2007, concours de collections de jeunes philatéliques à Dole, et le Salon philatélique d'automne de Paris.

### Dole - Jura
Le 5 novembre, à l'occasion de Timbres-Passion 2007, exposition philatélique de la jeunesse, est émis un timbre touristique de 0,54 € présentant une vue de Dole dans le département du Jura. Elle met en valeur la Collégiale Notre-Dame et le centre se reflétant dans les eaux du Doubs.
Le dessin est signé et gravé par Pierre Albuisson à partir d'une photographie de D. Cordier. Le timbre de 4 × 3 cm est imprimé en taille-douce en feuille de quarante-huit exemplaires.
La mise en vente anticipée a lieu du 2 au 4 novembre à Dole, dans le cadre des trois concours d'exposition de collections réalisées par de jeunes philatélistes, organisés par la Fédération française des associations philatéliques (FFAP). Le cachet premier jour, également d'Albuisson, représente la fontaine de l'Enfant déjà visible sous un autre angle de vue sur un timbre de 1971 consacré à Dole et créé par Claude Haley.

### France-Groenland
Le 12 novembre, dans le cadre d'une émission conjointe avec le Groenland, est émis un diptyque : à gauche, un portrait du commandant Jean-Baptiste Charcot (0,54 € ; 1867-1936) et à droite, une vue du Pourquoi-Pas ? dans les glaces (0,60 €). L'émission coïncide avec la quatrième Année polaire internationale.
Les timbres de 3 cm de long pour le 0,54 € et 6 cm pour le 0,60 € sur 3,6 cm de haut sont l'œuvre de Martin Mörck. L'impression est mixte : en offset et en taille-douce, à raison de vingt-et-un diptyques par feuille.
La manifestation premier jour a lieu du 8 au 11 novembre à Brest et au Salon philatélique d'automne à Paris, et le 8 juin à Dinard ; l'oblitération sans la mention « premier jour » est également présente le 8 juin à Saint-Malo.
Le diptyque du Groenland reprend le timbre « Pourquoi-Pas ? » avec une valeur de 5,75 couronnes danoises avec à sa droite un timbre commémoratif de 7,50 DKK pour le centenaire de la naissance d'un auteur explorateur polaire, Paul-Émile Victor (1907-1995). Un bloc est émis contenant ce diptyque et à gauche, une vignette reprenant le portrait de Charcot et les signatures des deux hommes.

### Galerie des Glaces - Château de Versailles
Le 12 novembre, est émis un timbre de 0,85 € sur la galerie des Glaces du château de Versailles, rappelant la fin de la restauration de celle-ci grâce au mécénat du groupe Vinci en juin 2007. Autour de la photographie représentant la galerie dans toute sa longueur, sont découpés deux ombres blanches sur les côtés, imitation des statues porte-luminaires de la galerie.
La photographie de F. Poche extraite de la photothèque Vinci est mise en page par le duo graphiste Sylvie Patte et Tanguy Besset (Patte & Besset) sur un timbre de 5,2 × 4,085 cm imprimé en héliogravure en feuille de trente. L'émission du timbre est annoncée tardivement dans l'arrêté du 21 septembre 2007, après l'annulation du timbre sur l'œuvre de Frida Kahlo.
La manifestation premier jour a lieu les 10 et 11 novembre au Salon philatélique d'automne à Paris et à Versailles.

### Mondial de handball féminin 2007
Le 12 novembre, est émis un timbre de 0,54 € pour annoncer le Championnat du monde de handball féminin 2007 (« Mondial Handball féminin 2007 » sur le timbre), organisé du 2 au 16 décembre 2007 en France. Sur un fond rose à violet, des silhouettes de handballeuses blanche, rouge et violet foncé présentent une phase de tir au but sous deux angles : au centre, la tireuse vue de front, à gauche, la gardienne se préparant à intercepter la balle tenue à bras tendu par l'attaquante.
Le timbre de 4 × 3 cm est dessiné par Stéphane Pécot du groupe graphiste Abaka et imprimé en héliogravure en feuille de quarante-huit exemplaires.
La mise en vente anticipée a lieu les 10 et 11 novembre au Salon philatélique d'automne à Paris.

### Les phares
Le 12 novembre, dans la série Le Coin du collectionneur entamée en 2006, est émis un bloc de six timbres représentant des phares maritimes. L'illustration dessinée les présente sous deux perspectives : une vue dans leur environnement et une vue verticale des lieux. Ont été choisis, pour les timbres verticaux : le phare d'Ar-Men, le phare du Cap Fréhel, le phare de l'Espiguette et le phare du Grand Léjon ; pour les timbres horizontaux : le Phare du cap d'Arme à Porquerolles et le phare de Chassiron. Les marges du bloc sont ornées d'un bateau naviguant, d'instruments de navigation marine (une boussole et un sextant par exemple) et du titre du bloc « les phares » dans le code international des signaux maritimes.
Le bloc et les timbres de 2,6 × 4 cm sont dessinés par Pierre-André Cousin et gravés par Claude Jumelet d'après des photographies de Guillaume et Philip Plisson et de la carte n°7418 du Service hydrographique et océanographique de la marine (SHOM) (représentant l'embouchure de la Seine). Ils sont imprimés en taille-douce
La manifestation premier jour a lieu entre les 9 et 11 novembre à Audierne, au Grau-du-Roi, à Hyères, au Salon philatélique d'automne à Paris, à Plevenon, Saint-Denis-d'Oléron, Saint-Quay-Portrieux, ainsi qu'à Ouistreham et Plougonvelin sans la mention « premier jour » sur le cachet

### 40eanniversairede laMarianne de Cheffer
Le 12 novembre, est émis un carnet de timbres mêlant six timbres d'usage courant au type Marianne des Français à validité permanente rouge et six reprises à 0,54 € rouge du type Marianne de Cheffer utilisé de 1967 à 1971. Cette Marianne, allégorie de la République française porte une couronne d'épis de blé et regarde vers la gauche.
La Marianne de Cheffer est une œuvre créée par Henry Cheffer, réinterprétée et gravée par Pierre Albuisson. La Marianne des Français dessinée par Thierry Lamouche est gravée par Claude Jumelet. Les timbres autocollants de 2 × 2,6 cm sont imprimés en taille-douce dans un carnet au format « éco-carnet » apparu en janvier 2007 : couverture marron, douze timbres au lieu de dix, papier de forêt à gestion durable et colle sans solvant.
La mise en vente anticipée a lieu du 8 au 11 novembre au Salon philatélique d'automne à Paris. Le cachet premier jour à l'effigie de la Marianne de Cheffer est créée par Odette Baillais.

### Souvenir philatélique - Opéra Garnier
Le 13 novembre, est réémis le timbre « Opéra Garnier » du 26 juin 2006, sans sa vignette originelle et sous la forme d'un bloc illustré pour signaler son titre de « plus beau timbre de l'année 2006 » par les clients de Phil@poste au cours du vote des Cérès 2006. La sculpture d'Aimé Millet est l'illustration du bloc.
Le timbre de 4 × 3 cm et le bloc sont dessinés et gravés par Martin Mörck pour une impression en taille-douce. Le bloc est vendu 3 € pour une valeur faciale de 0,53 €, avec une carte en vélin d'Arches.
Le bâtiment de Charles Garnier est dessiné et gravé par Martin Mörck. Le timbre de  et sa vignette de 2,6 cm de long sont imprimés en taille-douce en feuille de trente-six exemplaires.

### Croix-Rouge
Le 26 novembre, est émis un carnet de dix timbres aurocollants au tarif « Lettre prioritaire 20 g[rammes] » pour la France. Il est vendu avec une surtaxe de 1,70 € au profit de la Croix-Rouge française. Comme en 2006, les deux illustrations sont issues d'un concours de dessins ouvert aux écolier, « Dessine ton vœu pour les enfants du monde ». « Enfants aux ballons » montre, sur un fond violet, une ligne d'enfants tenant des ballons en forme de cœur et de croix rouges. Dans « Enfants et la Terre », quatre enfants habillés de manière traditionnelle entourent un globe terrestre.
Les dessins de Chloé Hilbrunner (« Enfants aux ballons ») et Maya Thieulle (« Enfants et la Terre ») sont mis en page par Hélène Crochemore de l'atelier Didier Thimonier sur des timbres de 3,4 × 3,8 cm imprimés en héliogravure.
La manifestation premier jour a lieu les 24 et 25 novembre à Angers, Domont, Ensisheim, Paris et Strasbourg. Le cachet premier jour reproduit le logotype de la Croix-Rouge et est tamponné avec de l'encre rouge, et non noire.
Le carnet est retiré de la vente le 24 avril 2009.

### Meilleurs vœux
Le 26 novembre, est émis un carnet de dix timbres aurocollants au tarif « Lettre prioritaire 20 g[rammes] » pour la France. Les illustrations servent à présenter les « meilleurs vœux » aux destinataires. Cinq dessins repris chacun sur deux exemplaires présentent des animaux dans des décors enneigés, portant des bonnets et chapeaux d'hiver : un chiot, un écureuil, un faon, un hérisson et un petit oiseau.
Les timbres sont dessinés par l'artiste animalier Christophe Drochon et sont imprimés en offset en carnet de dix. Un souvenir avec carte et enveloppe est vendu 3 € et comprend un bloc illustré d'une rangée boules de Noël et conteant un des timbres du carnet, celui au hérisson.
La mise en vente anticipée a lieu les 24 et 25 novembre à Bourg-la-Reine et à Paris. Le cachet sans mention « premier jour » représente une boule de Noël.

## Carnets d'usage courant
Les timbres à validité permanente des carnets sont à dentelure ondulée latéralement pour faciliter leur décollement de la couverture du carnet et rendre difficile la falsification par photocopie couleur. La couverture de 12,5 × 5,2 cm est généralement imprimée en bleu sur papier blanc. Avec l'éco-carnet, font leur apparition des carnets de douze timbres et à couverture marron clair.
Le timbre Marianne des Français est dessiné par Thierry Lamouche et gravé par Claude Jumelet.
Le recensement ci-dessous décrit les carnets d'après leur couverture. En France, seule La Poste peut y placer une promotion pour ces produits.

### Éco-carnet. Pour la planète
Le 15 janvier, est émis un carnet de douze timbres autocollants utilisant des éléments respectueux de l'environnement et de la santé des consommateurs. Les timbres et la couverture  de l'« éco-carnet » est fabriqué avec du papier fabriqué avec du bois de forêt à gestion durable ; la colle est sans solvant. L'impression de douze timbres sur un carnet conservant une taille similaire permet d'économiser 13 % de papier.
La couverture porte également, pour la première fois, le logotype « prioritaire » que La Poste compte afficher sur le courrier du même nom.

### Portraits de régions: La France à voir
En mars, est émis un carnet de dix timbres autocollants dont la couverture assure la promotion du bloc Portraits de régions n°9 sur « la France à voir » émis le même jour. L'illustration mêle plusieurs éléments des lieux représentés sur les timbres : par exemple, la cascade du Doubs au centre, le canal du Midi à droite.
La même illustration est utilisée pour un carnet de douze timbres au format de l'« éco-carnet ».

### Portraits de régions: La France à vivre
Le 6 septembre, est émis un carnet de douze timbres autocollants au format de l'« éco-carnet » dont la couverture assure la promotion du bloc Portraits de régions n°10 sur « la France à vivre » émis le 1er octobre. L'illustration mêle plusieurs éléments choisis pour illustrer les timbres de l'émission, de droite à gauche : un Géant du Nord, la terrasse d'un bouchon lyonnais, une charentaise et un flacon de parfum.
La couverture est réalisée par l'agence Grafy'Studio.

### Timbres plus
Le 6 octobre, est émis un carnet de douze timbres autocollants au format de l'« éco-carnet » dont la couverture assure la promotion du service de réservation de timbres-poste de collection, « Timbres plus ». Un timbre contenant le message publicitaire voisine avec une fleur dont le centre est un cœur.
La couverture est réalisée par l'agence Grafy'Studio.

### Guy Môquet
Le 22 octobre, le même jour que l'émission du timbre en son hommage, est émis un carnet de douze timbres autocollants au format de l'« éco-carnet » dont la couverture représente le portrait de Guy Môquet et une phrase de sa dernière lettre à sa famille : « Vous tous qui restez, soyez dignes de nous, les 27 qui allons mourir ! »
La couverture est réalisée par l'agence Grafy'Studio.

## Timbres de distributeur
La Poste met à disposition des collectionneurs des timbres de distributeur spéciaux pendant la durée de certaines manifestations philatéliques. Ils sont de type LISA : le client choisit la valeur faciale du timbre que le distributeur lui imprime à la demande.

### Fête du timbre: Harry Potter
À l'occasion de la mise en vente anticipée de l'émission Fête du timbre les 10 et 11 mars, est émis un timbre de distributeur sur le thème de la série de romans Harry Potter. Les machines les distribuant sont disponibles dans certains des 118 bureaux participant à la manifestation premier jour.

### Salon philatélique de printemps - Limoges 2007

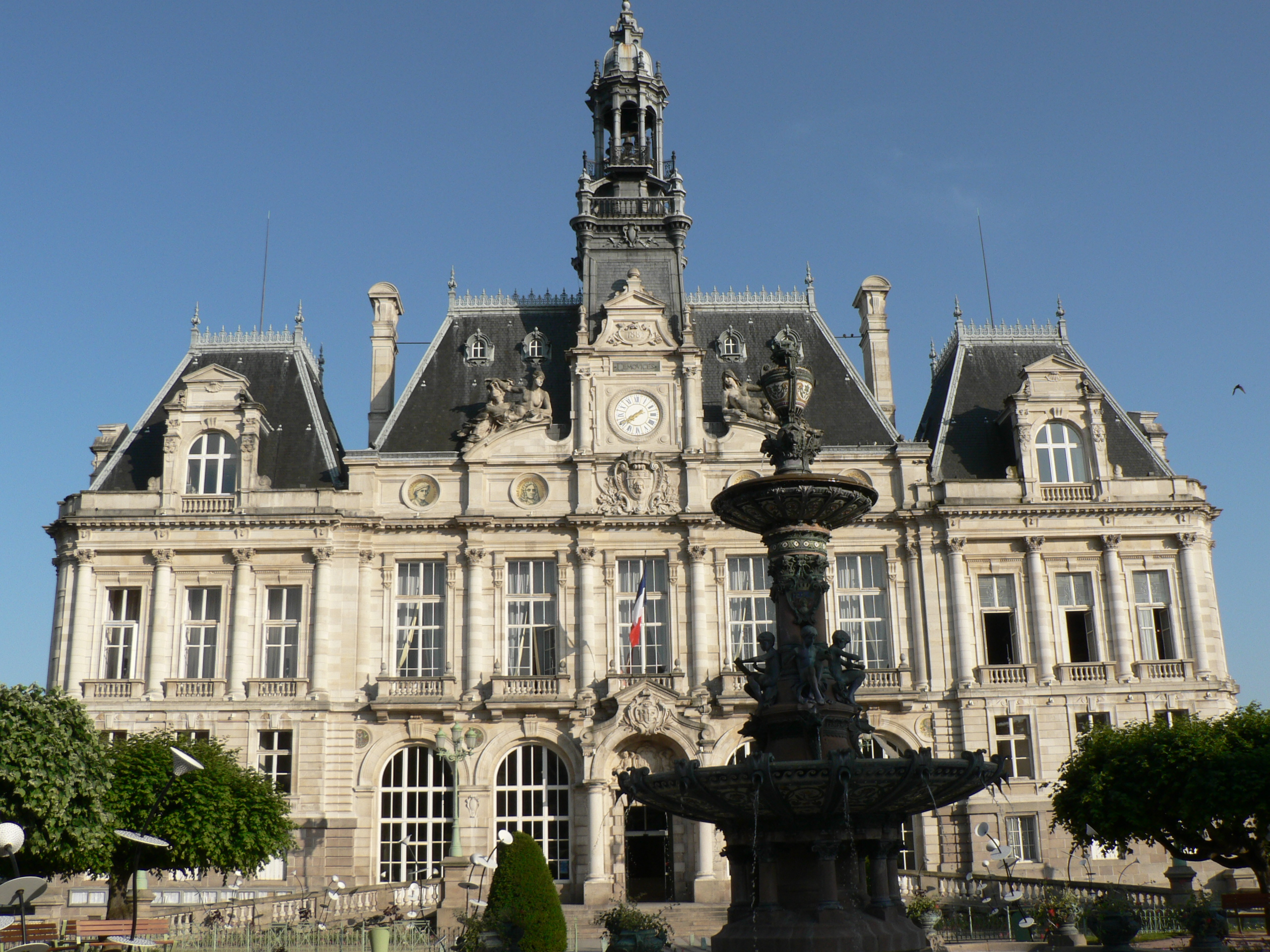
L'hôtel de ville. Sur le timbre, la vue présente la fontaine sur la gauche.

Pendant le Salon philatélique de printemps organisé par la Chambre française des négociants et experts en philatélie (CNEP) du 23 au 25 mars, est émis un timbre de distributeur représentant sous un ciel rose-orange deux monuments de la ville d'accueil, Limoges. À gauche, la gare des Bénédictins, déjà sujet du timbre dont la mise en vente anticipée a lieu pendant ce Salon. Sur la droite, est représenté l'hôtel de ville de Limoges.

### Timbres-Passion 2007 - Dole

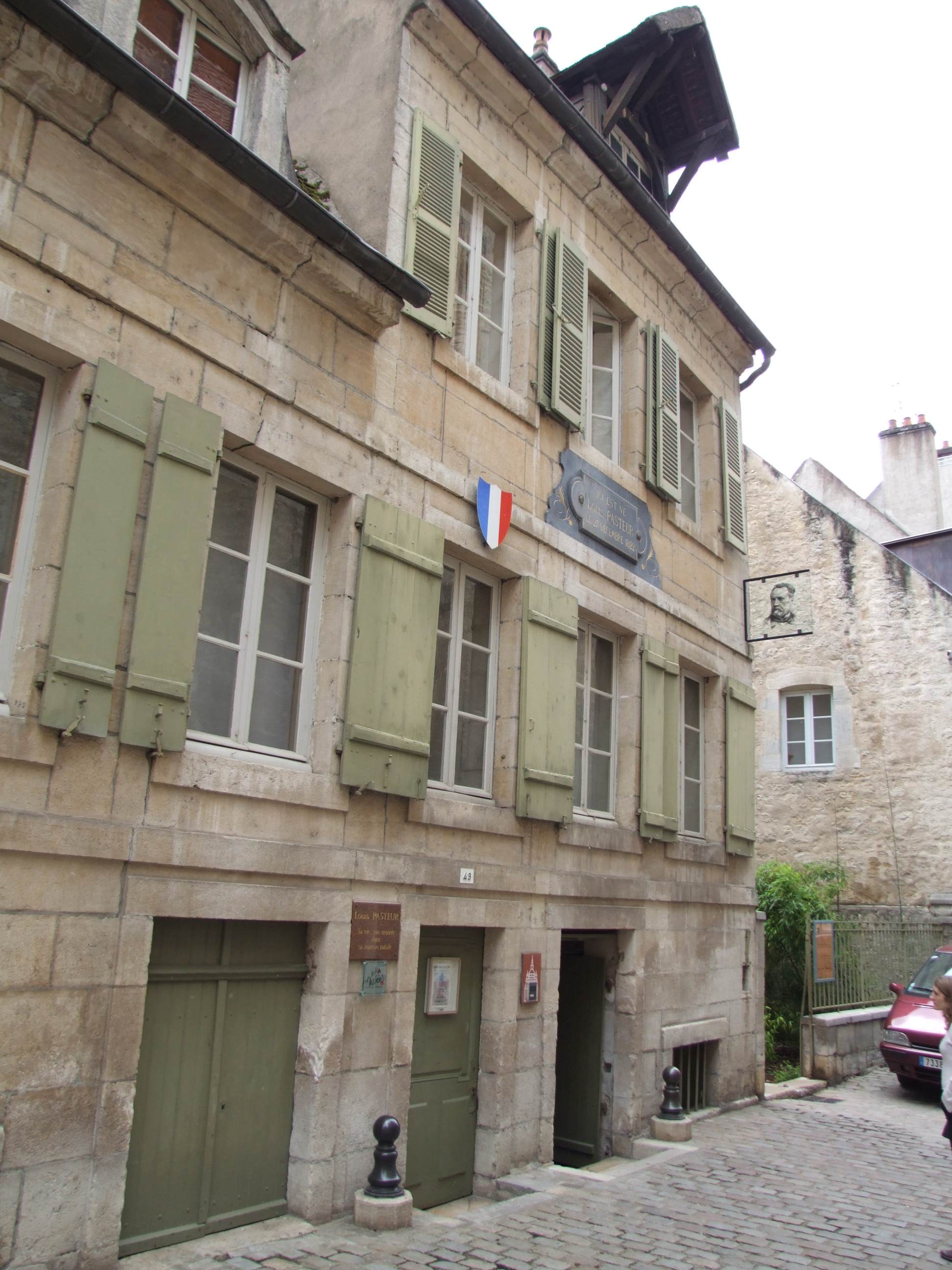
La maison natale de Louis Pasteur à Dole, vue de côté. Elle apparaît de face sur le timbre.

Pendant l'exposition philatélique Timbres-Passion consacré aux collections de jeunes philatélistes, est disponible du 2 au 4 novembre un timbre de distributeur représentant la maison natale de Louis Pasteur, ainsi qu'un portrait du scientifique sur la gauche de l'illustration.

### Salon philatélique d'automne - Paris 2007
Du 8 au 11 novembre, est disponible pendant le Salon philatélique d'automne à Paris un timbre de distributeur composé de quatre photographies juxtaposées de monuments, dr gauche à droite : l'arc de triomphe de l'Étoile, la tour Eiffel, un élément du palais du Louvre et le pont Royal, et Notre-Dame de Paris vue depuis le sud-est.
Le timbre est mis en page par Valérie Besser.

### Championnat philatélique interrégional - Mâcon 2007
Du 16 au 18 novembre, est mis en vente un timbre de distributeur dans le cadre de « Phil à Mâcon », le championnat philatélique interrégional : il s'agit d'une exposition philatélique où sont en compétition des collections en provenance des groupements régionaux de la Fédération française des associations philatéliques (FFAP) pour se qualifier pour l'exposition du Salon du timbre et de l'écrit de Paris de juin 2008. Trois images juxtaposées composent l'illustration de ce timbre : le pont Saint-Laurent et la ville à droite sont séparés des tours de la cathédrale Saint-Vincent par une statue d'Alphonse de Lamartine.

## Timbres de service

### Conseil de l'Europe
Depuis 1958, La Poste émet des timbres de service pour le courrier au départ du siège du Conseil de l'Europe, à Strasbourg. Ces timbres ne sont valables qu'utilisés sur du courrier déposé au bureau de poste de ce lieu. Ils sont généralement complétés par des timbres de France pour atteindre les tarifs postaux.
Le 25 juin, sont émis deux timbres de service du Conseil de l'Europe. Le 0,60 € présente le logotype de l'organisation (un « e » vert enroulant les douze étoiles du drapeau européen) placé dans l'espace au-dessus du globe terrestre disposé pour mettre en valeur le continent européen. L'illustration du 0,85 € est une photographie de la sculpture offerte au Conseil par l'Espagne en octobre 2005. Œuvre de Mariano Gonzalez Beltrán, le groupe de personnages en bronze est dédié aux droits de l'homme.
L'agence Novembre est la créatrice de l'illustration du 0,60 €. Les deux illustrations sont mises en page par Aurélie Baras sur des timbres de 4 × 2,6 cm imprimés en offset en feuille de cinquante exemplaires.
La manifestation premier jour a lieu le 23 juin au siège du Conseil de l'Europe, à Strasbourg. Le cachet par Aurélie Baras reproduit le logotype de l'organisation.
Les deux timbres sont retirés de la vente le 24 avril 2009.

### Unesco

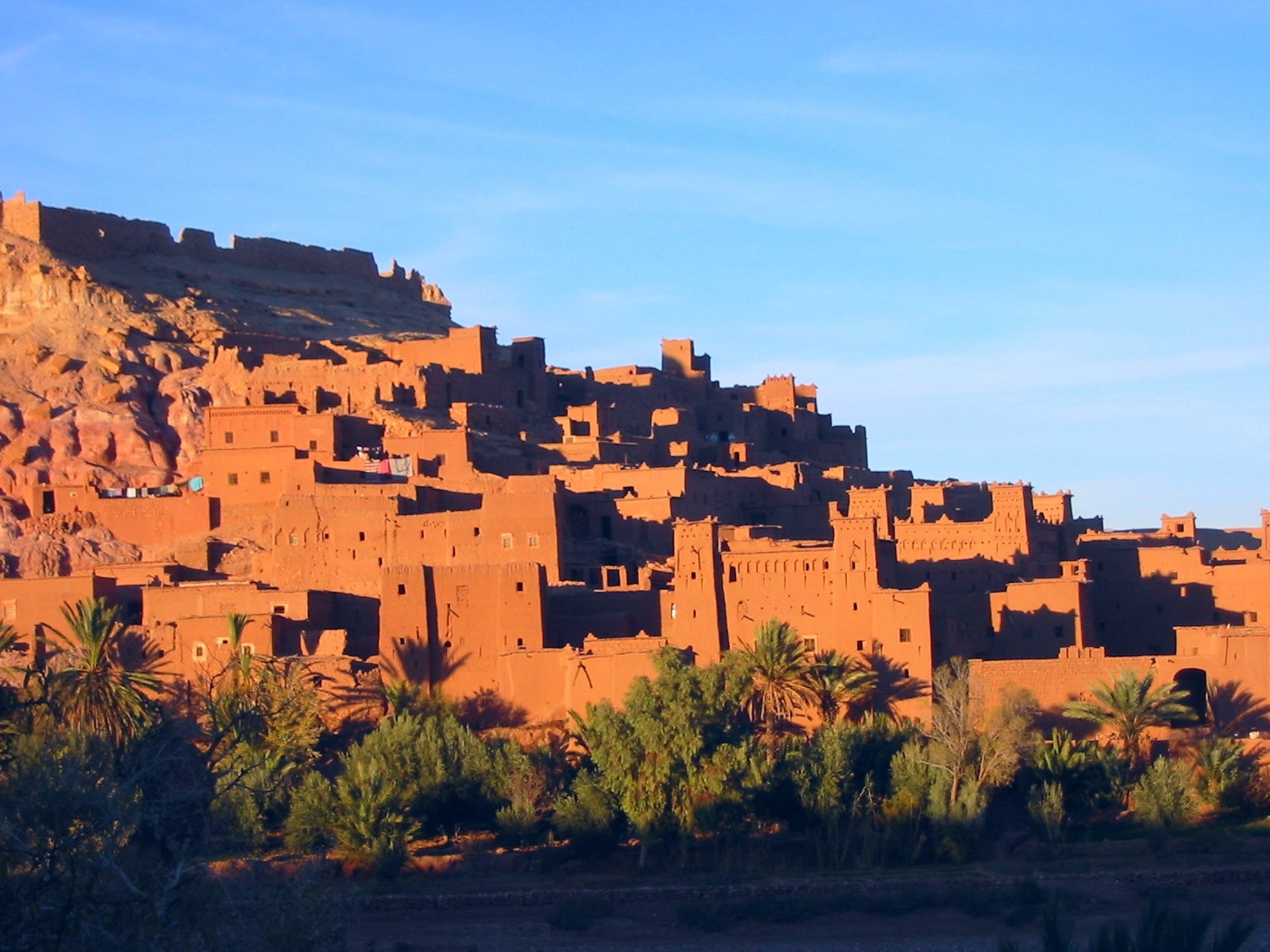
La photographie du timbre de 0,60 € est prise dans une perspective proche de celle-ci.

Depuis 1961, La Poste émet des timbres de service qui ne peuvent être utilisés que sur le courrier déposé au bureau de poste du siège de l'UNESCO à Paris.
Le 14 décembre, sont émis deux timbres de service de l'Unesco. Le timbre de 0,60 € est une vue du ksar de Aït-Ben-Haddou, au Maroc, classé au patrimoine mondial depuis 1987. Le 0,85 € est consacré au koala, espèce vivant en Australie.
Les photographies fournies par l'agence Sunset sont mises en page par Jean-Paul Véret-Lemarinier sur des timbres de 4 × 2,6 cm (vertical pour « Le koala - Australie ») imprimés en offset en feuille de cinquante exemplaires.
La manifestation premier jour a lieu le 13 décembre au siège de l'Unesco à Paris. Le timbre à date est le logotype de l'Unesco.

## Timbres préoblitérés
Les timbres préoblitérés permettent l'affranchissement et la prise en charge rapide d'envois en nombre de plis identiques déposés par des entreprises. Le service de La Poste est nommé Postimpact et ses tarifs varient selon le nombre de plis, la distance à parcourir et la mécanisation de leur tri.
Tarifs au 1er octobre 2006 :
- 0,31 € : 
  - envoi de moins de 35 grammes standardisé et mécanisable de plus de quatre cents exemplaires dans le département de dépôt et les départements voisins (« local ») ou de plus de mille exemplaires pour toute la France (« national »).
  - envoi jusqu'à 350 grammes de plus de huit mille exemplaires en local et vingt mille en national.
- 0,36 € : envoi de moins de 35 grammes de plus de quatre cents exemplaires en local et plus de mille en national.
- 0,43 € : service dénommé « Proximité » pour un envoi de moins de 35 grammes d'un minimum de cent exemplaires dans le département d'expédition.

### Orchidées
En janvier, sont émis trois timbres préoblitérés. Les dessins d'orchidées de 2003 et 2004 sont repris avec de nouvelles valeurs faciales : 0,31 € pour l'orchidée à fleurs vertes (Platanthera chlorantha), 0,36 € avec l'orchidée de Savoie (créditée Dactylorhiza savogiensis, il s'agit de Dactylorhiza maculata subsp. savogiensis) et 0,43 € avec l'orchidée insulaire (créditée Orchis insularis, il s'agit de Dactylorhiza insularis).
Ces timbres sont dessinés par Gilles Bosquet et imprimés en feuille de cent unités.

## Timbre non émis
En janvier 2007, un timbre non émis est connu, c'est-à-dire qu'il est arrivé au stade de l'impression et de la dentelure, mais sans être mis en vente.

### Les Justes de France

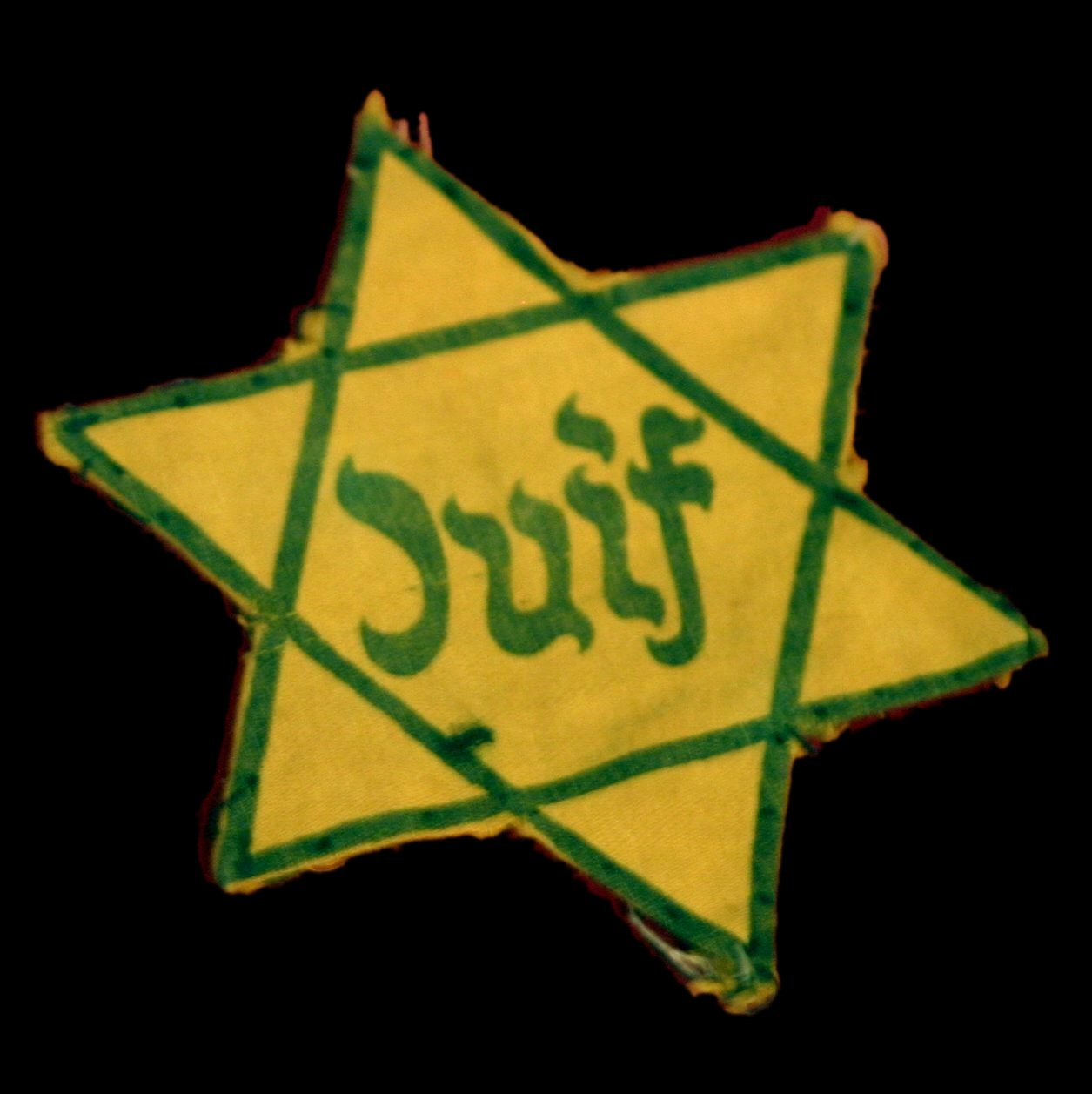
Étoile jaune de l'Occupation.

Le 19 janvier, aurait dû être émis un timbre de 0,54 € en hommage aux Français reconnus Justes parmi les nations par l'État d'Israël. Le timbre montrait un arbre blanc sur un fond vert ; à sa racine, une étoile jaune dont le port fut imposé par le régime de Vichy. L'arbre rappelait celui qui est planté au mémorial de Yad Vashem en souvenir de chaque Juste. L'illustration avait déjà paru dans le catalogue de vente par correspondance de Phil@poste daté décembre 2006-février 2007 et dans les magazines philatéliques français daté janvier 2007.
Signé Yann Gafsou, qui a dessiné deux timbres sur des personnalités juives (Rachi et Jacob Kaplan en 2005), le timbre de 3 × 4 cm était imprimé en héliogravure en feuille de quarante-huit exemplaires.
La modification de l'illustration au profit d'une photographie du Panthéon de Paris est annoncée le 14 janvier - quatre jours avant la manifestation premier jour qui est maintenue - à partir d'une information parue sur le site de l'Association philatélique vellave, organisatrice de la manifestation premier jour au Chambon-sur-Lignon. La Poste justifie cette modification dans un communiqué : elle y affirme « [avoir] choisi de s'associer à cet hommage en changeant le visuel du timbre initialement prévu » au profit d'une illustration « correspondant exactement à cet événement », mais où les Justes sont évoqués par une simple inscription.
Dans son éditorial « Timbre de vie » de janvier 2007, la rédactrice en chef de l'Écho de la timbrologie, Aude Ben Moha, s'interrogeait sur la façon dont le public allait considérer le timbre : « illustration épurée pour boîte de conserve ou démonstration forte par le symbole ? » Pour faire avancer le débat, elle avait questionné Yann Gafsou sur les symboles qu'il a utilisés.
Le timbre à date premier jour est également modifié : Gafsou a dessiné la main d'un Juste tenant une autre main portant une étoile de David. Il est remplacé par un cachet portant simplement l'expression « Les Justes de France ».

### Sources
- La presse philatélique française, notamment leurs pages « Nouveautés ».